# 梁詠琪
梁詠琪（英語：Gigi Leung Wing Kei，1976年3月25日—），香港女歌手、演員、詞曲作家及模特兒。曾憑藉主唱《向左走·向右走》電影插曲《迴旋木馬的終端》獲得2003年金馬獎最佳原創電影歌曲。除了為自己創作多首作品如《花火》、《高妹正傳》外，也為其他歌手作曲，例如李克勤《高妹》、鄭秀文《跳傘》、《落錯車》等歌曲。
2000年起為日本美容產品公司FANCL擔任代言人。梁詠琪亦擅長美術設計與插畫，曾為香港九龍灣德福廣場擔任短期的商場美術顧問，曾與I.T旗下鞋履品牌Venilla suite合作推出"Venilla suite de Gigi"系列。2003年獲頒香港十大傑出青年。2011年與西班牙籍男友結婚，兩人現育有1女。

## 成長與入行
梁詠琪於香港島中西區西營盤贊育醫院出生，有一名龍鳳胎胞弟名為梁詠竣。母親於婚紗店工作。本名梁碧芝/梁碧姿，出生时候只有4英磅（約2公斤），之後在氧氣箱睡了一個多月，並於7歲時改名為梁詠琪。梁詠琪小時候常與家人搬家，居住過牛頭角、沙田、銅鑼灣和元朗等地。分別在1988年和1993年畢業於瑪利諾修院學校小學部和中學部。入讀中學期間是校內詩歌班成員和紅十字青年團第25團團員，曾參與跳遠、橋牌及籃球活動。因喜歡繪畫但不精於數學，於中五畢業之後隨即報讀香港理工學院（今香港理工大學）設計系 。她於1993年至1994年念書期間途經尖沙咀時被星探發掘做兼職模特兒，曾與王喜、馮德倫等人拍攝時裝目錄。
她考畢香港中學會考便到法國文化協會學習法文，認識了時裝界人士黎堅惠，邀請她為以年輕女性作市場的流行雜誌《Amoeba》當創刊號封面人物。梁詠琪在當模特兒的初期拍攝過鐵達時鐘表廣告；任職模特兒是為了賺取外快幫補家計，於是她一邊修讀學位，一邊參與拍攝工作。惟之後被模特兒中介人與經理人介紹並接拍更多電影而暫停學業。此時公開音樂表演，除了唱聖詩外，還被理工學院音樂會社邀請而加入校園樂隊之中，作街頭演出。

## 演藝事業
在出道初期，長髮的梁詠琪曾被指外型酷似女演員葉晨。雖然之後梁詠琪以廣為人知的短髮造型示人，但是初期階段一直保持長髮造型接拍鐵達時手錶的平面廣告，雖然只是擔任宣傳海報內的其中一名小角色，但在海報中，她被形容為「她，未嘗一吻」（當時的宣傳標語）。這張海報令香港導演爾冬陞對梁詠琪留下深刻印象，亦因此安排她參演1995年電影《烈火戰車》，與劉德華合演情侶，因此片演出於第十五屆香港電影金像獎獲提名為「最佳新演員」（但《流氓醫生》才是梁詠琪首部參演的電影）。同年她还跟周星驰合作主演《百变星君》，由于这两部电影高票房收入，扩大了她名气，也使得她96年发唱片出道时受欢迎程度上涨。
在1999年下半年，梁詠琪與 莫文蔚、金城武 參演張艾嘉導演作品《心動》，演出「小柔」一角，獲提名第36屆金馬獎、第五屆香港電影金紫荊獎以及第十九屆香港電影金像獎「最佳女主角」獎項。在2000年於《愛與誠》中飾演「殺手雪」，獲得第二十屆香港電影金像獎「最佳女配角」提名。
梁詠琪在2001年參演了《絕世好Bra》、《我的兄弟姐妹》等電影，因《我的兄弟姐妹》而在第二屆全球華語電影傳媒大獎被票選為最受歡迎女演員。於2003年，她參演電影《向左走·向右走》，票房反應甚佳，且電影主題曲《兩個人的幸運》也頗受歡迎，獲提名第二十三屆香港電影金像獎「最佳原創電影歌曲」；插曲《迴旋木馬的終端》則榮獲第40屆金馬獎「最佳原創電影歌曲」。2004年10月，梁詠琪與詹瑞文、藍奕邦演出舞台劇《大娛樂家》，主題曲《娛樂大家》由梁詠琪作曲、劉德華填詞。此劇評價甚佳，兩度公演。2005年12月，在《UA二十週年電影票房頒獎典禮1985-2005》中獲得十大最高票房女星第七位，主演的電影票房收入大約為3億元。

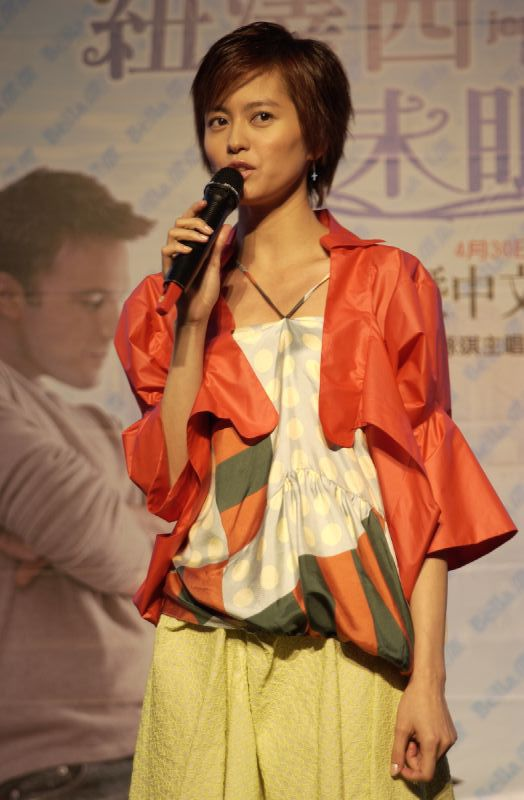
梁詠琪（2004年）

2007年8月梁詠琪憑《女人本色》獲得香港電影金紫荊獎「最佳女主角」的提名，又以迪士尼首度與中國的電影公司聯合製作的電影《魔法小葫蘆》得到中國電影家協會第廿九屆大眾電影百花獎「最佳女主角」提名。梁詠琪於2008年3月25日加盟美亞娛樂，於導演馬偉豪執導的電影《愛得起》中演出，該片為2009年情人節檔期電影的最大贏家。次年3月18日《越光寶盒》在香港與中國內地上映。2010年6月，梁詠琪應now 100台邀請到墨西哥拍攝旅遊節目《一個地球》。2011年1月10日在台北小巨蛋參與錄影台灣電視的大型除夕節目《2011超級巨星紅白藝能大賞》。
2012年6月，梁詠琪在《第十五屆上海國際電影節-女性微電影活動》自導自演微電影《幸運曲奇》，首映於6月21日在上海國際電影節。12月，以微電影《四季人生》在澳門國際電影節頒獎禮奪得「最佳女配角」獎。2014年7月，梁詠琪執導，林嘉欣主演的愛護動物協會微電影《被遺棄的》在網絡首發。11月26日《四季人生》在香港上演。2016年2月，拍攝產後首部電影《骨妹》。
2021年，梁詠琪相隔15年後再度參演港劇《反起跑線聯盟》，同時是其首部主演之電視劇，並提名第二十七屆釜山國際電影節亞洲內容大獎最佳女主角。

## 歌唱事業
梁詠琪於1996年11月11日推出首張廣東專輯《愛自己》，並且獲得金唱片銷量。專輯中的同名主打《愛自己》、《某年仲夏》廣為流行，梁在1996年度香港樂壇四大電子傳媒頒獎禮中獲多個新人獎項，包括十大勁歌金曲頒獎典禮最受歡迎新人獎金獎、十大中文金曲頒獎典禮最有前途新人獎銀獎、叱吒樂壇流行榜頒獎典禮的叱吒樂壇生力軍女歌手金獎、新城勁爆頒獎禮的勁爆新登場女歌手及勁爆民歌《愛自己》。1997年3月17日，梁詠琪推出首張國語專輯《短髮》，其主打歌為《短髮》，為梁詠琪在大陸及台灣立下基礎。6月18日，推出第二張廣東專輯《新居》，獲得當年的國際唱片業協會（IFPI）白金唱片。同年9月12日，她推出第二張國語專輯《洗臉》。《愛自己》，《短髮》及《洗臉》分別獲得1997年IFPI金唱片銷量。梁詠琪在1997年度香港樂壇四大電子傳媒頒獎禮中，獲得新城勁爆頒獎禮新城勁爆民歌（《新居》）、新城勁爆大躍進女歌手、十大勁歌金曲頒獎典禮傑出表現獎銅獎和首次入圍最受歡迎女歌星獎五強。
1998年6月4日，推出其第三張國語專輯《梁詠琪》，主打歌《膽小鬼》並配合廣告宣傳。11月26日，推出第三張廣東專輯《I'll Be Loving You》，自己為主打歌《I'll Be Loving You》填詞作品，此外主打歌《死心塌地》亦得到極佳反應，成為她歌唱事業上首隻三台冠軍歌曲。在1998年度香港樂壇四大電子傳媒頒獎禮中，梁詠琪又得到十大勁歌金曲頒獎典禮最受歡迎合唱歌曲銀獎（《一往情深》，與鄭伊健合唱）和十大中文金曲頒獎典禮飛躍大獎女歌手銅獎。1999年6月11日，推出首張廣東EP《Today》，為迷你專輯內四首歌曲中的三首主打歌《我鍾意》、《遠在天邊》及《Today》均成為梁詠琪的代表作。同年7月24日，推出第四張國語專輯《新鮮》也受到重視，本地銷量約二萬五千張，得到金唱片。該年度香港樂壇四大電子傳媒頒獎禮中，梁詠琪獲得十大勁歌金曲頒獎典禮傑出表現獎銅獎、新城勁爆頒獎禮新城勁爆歌曲《Today》和與鄭秀文、陳慧琳共同獲得新城勁爆頒獎禮新城勁爆女歌手等獎項。
2000年6月24日，推出國語新曲加精選《最愛》，台灣銷量約十一萬張。8月15日，推出粵語新曲+精選《Kiss》，獲得白金唱片銷量。12月19日，推出廣東專輯《花火》，本地銷量約六萬張，專輯中三首主打歌為《煙霧彌漫》、《花火》及《灰姑娘》；《花火》為梁詠琪包辦作曲和填詞的首曲。2001年3月8日，梁詠琪推出了第五張國語唱片《Amour》，台灣銷量達十三萬張，同時亦是2001年台灣唱片銷售排行榜中的第十七位，主打歌為《Amour》及《花火》國語版。6月28日，推出廣東唱片《Suddenly, this summer》，本地銷量約六萬張，其主打歌《出走地平線》是梁詠琪經典快歌，而第二主打歌《他喜歡的是你》也是梁詠琪經典情歌之一。11月27日，推出廣東專輯《G For Girl》，其主打快歌《G For Girl》是「Fancl無添加梁詠琪G For Girl Live 2002」演唱會主題曲，而第二主打歌《嫌棄》則是梁詠琪經典情歌及代表作之一，此歌在商業電台的雷霆歌曲播放指數連續四週冠軍。在2001年的香港樂壇四大電子傳媒頒獎禮中，梁詠琪獲十大勁歌金曲頒獎典禮最受歡迎廣告歌曲金獎（《出走地平線》）、十大勁歌金曲頒獎典禮傑出表現獎金獎、新城勁爆頒獎禮新城勁爆歌曲《他喜歡的是你》、十大中文金曲頒獎典禮飛躍大獎女歌手銀獎、十大中文金曲頒獎典禮最佳原創歌曲《嫌棄》，並首次獲得十大中文金曲頒獎典禮十大優秀流行歌手獎。
而在演唱會方面，梁詠琪的首場個人演唱會「Fancl 梁詠琪G For Girl Live 2002」於2002年1月3至5日在紅磡香港體育館舉行，一連三場都全場滿座。2002年3月，現場演唱會錄音專輯《G For Girl Live 2002》獲得金唱片銷量。同年1月9日，她推出的第五張國語唱片《透明》，歌曲《透明》讓梁詠琪獲得新城國語力頒獎禮2002新城國語力金曲獎《透明》、新城國語力頒獎禮2002新城國語力歌后。5月18日，推出唱片《我住7樓A》的香港銷量約七萬張。10月11日，推出國語唱片《魔幻季節》獲得金唱片銷量，其主打歌《魔幻季節》是瑞士政府旅遊局2002年度主題曲。並於記者會更宣佈出任Olympus相機全亞洲區代言人。12月20日，推出唱片《Funny Face》同樣獲得金唱片銷量，其主打快歌《Funny Face》是「Olympus高妹梁詠琪Funny Face演唱會2003」主題曲，此碟亦收錄梁詠琪代表作《高妹正傳》。踏入2002年，梁咏琪於2002年10月27日在香港會議展覽中心舉行首場個人拉闊音樂會，現場錄音專輯在12月3日推出。同年11月，推出歌曲《高妹正傳》，令梁詠琪獲得十大勁歌金曲頒獎典禮十大勁歌金曲《高妹正傳》、十大勁歌金曲頒獎典禮最受歡迎唱作歌星金獎、十大中文金曲頒獎典禮十大中文金曲《高妹正傳》、十大中文金曲頒獎典禮十大優秀流行歌手獎、叱吒樂壇流行榜頒獎典禮叱吒十大第十位《高妹正傳》、叱吒樂壇流行榜頒獎典禮叱吒樂壇唱作人大獎銅獎、新城勁爆頒獎禮新城勁爆創作女歌手、新城勁爆頒獎禮新城勁爆女歌手。
2003年5月5日，梁詠琪推出現場演唱會錄音專輯《高妹梁詠琪Funny Face 2003演唱會》，本地銷量約二萬張。9月26日，推出唱片《我想、我唱》，並首次和香港小交響樂團合作，為《同班同學》及《四月生日》歌曲製作管弦樂版本，唱片本地銷量約六萬張。在2003年的香港樂壇四大電子傳媒頒獎禮，梁詠琪獲得十大勁歌金曲頒獎典禮十大勁歌金曲《兩個人的幸運》、十大中文金曲頒獎典禮十大優秀流行歌手獎、十大中文金曲頒獎典禮飛躍大獎女歌手金獎、十大中文金曲頒獎典禮全國最受歡迎中文歌曲獎銀獎《兩個人的幸運》、十大中文金曲頒獎典禮全國最受歡迎歌手獎女歌手銀獎、新城勁爆頒獎禮新城勁爆歌曲《兩個人的幸運》、新城勁爆頒獎禮新城勁爆創作歌手女歌手、新城勁爆頒獎禮新城勁爆女歌手及首次奪得叱吒樂壇流行榜頒獎典禮叱吒樂壇女歌手銅獎。
2004年4月23日，梁詠琪推出的國語專輯《歸屬感》，約二萬張香港銷量。7月27日，推出粵語新曲+精選《我鍾意新曲+精選36首》，於逆市中銷量也高達七萬多張。12月17日，推出唱片《娛樂大家》，香港銷量約四萬，其主打歌《娛樂大家》由劉德華填詞，道出梁詠琪入行以來的心聲，其他作品包括梁漢文作曲的《北極光》、黃貫中作曲的《落難皇后》。梁詠琪在2004年的香港樂壇四大電子傳媒頒獎禮中，獲得十大勁歌金曲頒獎典禮十大勁歌金曲金曲《娛樂大家》、十大勁歌金曲頒獎典禮最受歡迎唱作歌星金獎、新城勁爆頒獎禮新城勁爆歌曲《娛樂大家》、新城勁爆頒獎禮新城勁爆創作歌手女歌手、新城勁爆頒獎禮新城勁爆女歌手以及十大中文金曲頒獎典禮十大優秀流行歌手獎。與此同時，梁與容祖兒、Twins共同獲得十大中文金曲頒獎典禮之全年最高銷量歌手大獎女歌手。另外，為李克勤作曲的《吻別的位置》獲得2004年度四台聯頒大獎歌曲獎（作曲人）。
2005年5月13日，梁詠琪推出國語新曲加精選《順時針》，唱片於中港台三地大賣。7月1日，梁詠琪和李克勤聯同王菀之和張敬軒在香港會議展覽中心舉行《唱作之合》音樂會，此次為梁詠琪和李克勤首次一起舉行的音樂會。同年5月28日，梁詠琪於台灣第16屆金曲獎中作頒獎及表演嘉賓，與梁靜茹同台合唱民歌組曲。同年11月3日，推出了粵語唱片《LOOK》。在製作過程中，她遠赴意大利米蘭拍攝唱片封套，本地銷量約二萬張。她嘗試走高檔路線，儘管主打歌《密雲》受歡迎，惟銷量一般。2006年7月25日，推出唱片《成長的短髮》，主打歌《給自己的情歌》由周杰倫作曲，第二主打《北京之夏》由張亞東作曲。12月15日，推出了國語唱片《給自己的情歌》。此唱片在台灣各大銷量榜長期站穩冠軍，主打歌《給自己的情歌》（國語版）及《原來愛情那麼傷》在KTV傳唱度極高。梁詠琪曾於2005及2006年12月接受媒體採訪時公開表示不會出席電台與電視台任何香港音樂頒獎禮，謂對獎項的心態跟以前不同，至今亦沒有再次參與任何香港音樂頒獎禮。
2007年7月，梁詠琪於上海大舞台舉行了入行以來第一個於中國大陸舉行的「FANCL.無添加：梁詠琪本色演唱會」。8月7日，梁詠琪推出廣東新曲+精選《女．色新曲+精選》，在香港唱片業低迷的境況下仍獲得約一萬張的銷量，其主打歌《女人本色》是「梁詠琪本色演唱會」的主題曲。梁詠琪推出《女．色新曲+精選》後，和華納唱片的歌手合約亦已完結。12月21日，梁詠琪於亞洲國際博覽館舉行「澳門摩卡會呈獻：梁詠琪本·色演唱會2007」，以紀念出道10週年。

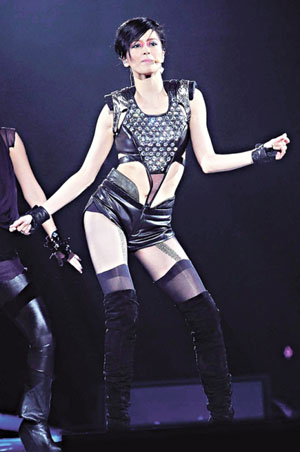
梁詠琪巡迴演唱會

2008年2月5日，梁詠琪於中國中央電視台的春節聯歡晚會上任表演嘉賓。2009年4月17日，在中港台推出唱片《禮物》兼擔任唱片的音樂監製和美術總監。同年5月，梁詠琪初嚐導演工作，為同公司新人冼色麗拍攝《不想讓你受傷》的音樂錄像。6月，與陳少琪應社會福利署創業軒邀請，聯手打造《LET THEM SHINE》主題曲，以宣揚殘疾人士的堅毅和創意及推動社會各界為殘疾人士提供更多的就業機會。後在2010年3月，她在《第十四屆全球華語榜中榜暨亞洲影響力大典》中，憑專輯《禮物》和電影《愛得起》獲「最受歡迎女歌手(香港)」和「最佳女演員(香港)」提名，結果獲頒前者。她在4月24日與陳慧琳、黎明等八位知名歌手在成都參與「亞洲巨星NOW翻天演唱會」。翌日在《2009真維斯娛樂大典》榮獲「年度女歌手(港台)大獎」。其由于逸堯作曲，林夕填詞的廣東歌《夏花秋葉》穏佔流行榜三甲位置。接著推出的廣東專輯《怕寂寞的貓》銷量不俗。12月24日，梁詠琪在北京工人體育館舉行《北京G夜》演唱會，為她首個於北京進行的演唱會。

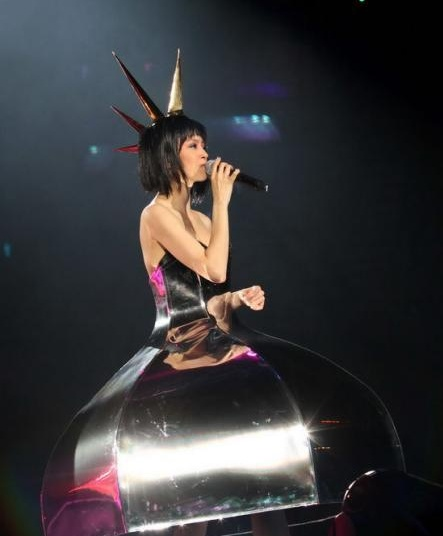
梁詠琪在《香港G夜》裏的形象

2011年2月20日，無綫電視為梁詠琪演唱會拍攝音樂特輯目《梁詠琪：高妹G夜》，特輯邀請楊采妮、許茹芸、陳少琪、林奕華等好友作嘉賓。2月26及27日，梁詠琪在紅磡香港體育館舉行其巡迴演唱會第二站《香港G夜》演唱會，鄭秀文及任賢齊擔任演唱會嘉賓。3月，梁詠琪與美亞娛樂合組音樂工作室與經理人公司 G Major Limited。5月15日，在有華語樂壇格萊美之稱的華語金曲獎見面會，以專輯《怕寂寞的貓》獲提名「年度最佳粵語女歌手」。2012年10月，在台灣中天电视電視歌唱選秀節目《華人星光大道2》擔任評委。2015年以「追著光影奔跑的蘿拉」的身分參與《蒙面歌王》至第五場未能晉級。
梁詠琪在2016年6月宣布於9月30日起於中國內地八大城市舉行《梁詠琪好時辰巡迴演唱會2016》，分別為深圳（9月30日）、合肥（10月15日）、青島（10月22日）、上海（11月12日）、西安（11月26日）、廣州（12月4日）、武漢及北京。7月8日，20周年單曲《B面第一首》全球同步首播，並同時宣佈全新專輯將以錄音帶連同卡式錄音機以限量盒裝發行，全球發行一千盒。8月28日，於台灣Legacy 傳 音樂展演空間舉行售票音樂會《梁詠琪BeSIDE音樂會》，門票五分鐘內售罄。因台灣天團五月天2018年不會在香港紅磡體育館開演唱會而空出了兩星期的檔期，梁詠琪宣佈於2018年5月4日和5日，在紅磡體育館連開兩場演唱會。2018年8月30日，為紀念已故巨星陳百強及其60歲冥壽，環球唱片推出一張粵語翻唱致敬大碟《環球高歌陳百強》，收錄了多首重新編曲演唱的陳百強經典歌曲，由十二位香港著名歌手參與。當中梁詠琪挑選了《戀愛預告》翻唱，也是她作為陳百強忠實歌迷的致敬。

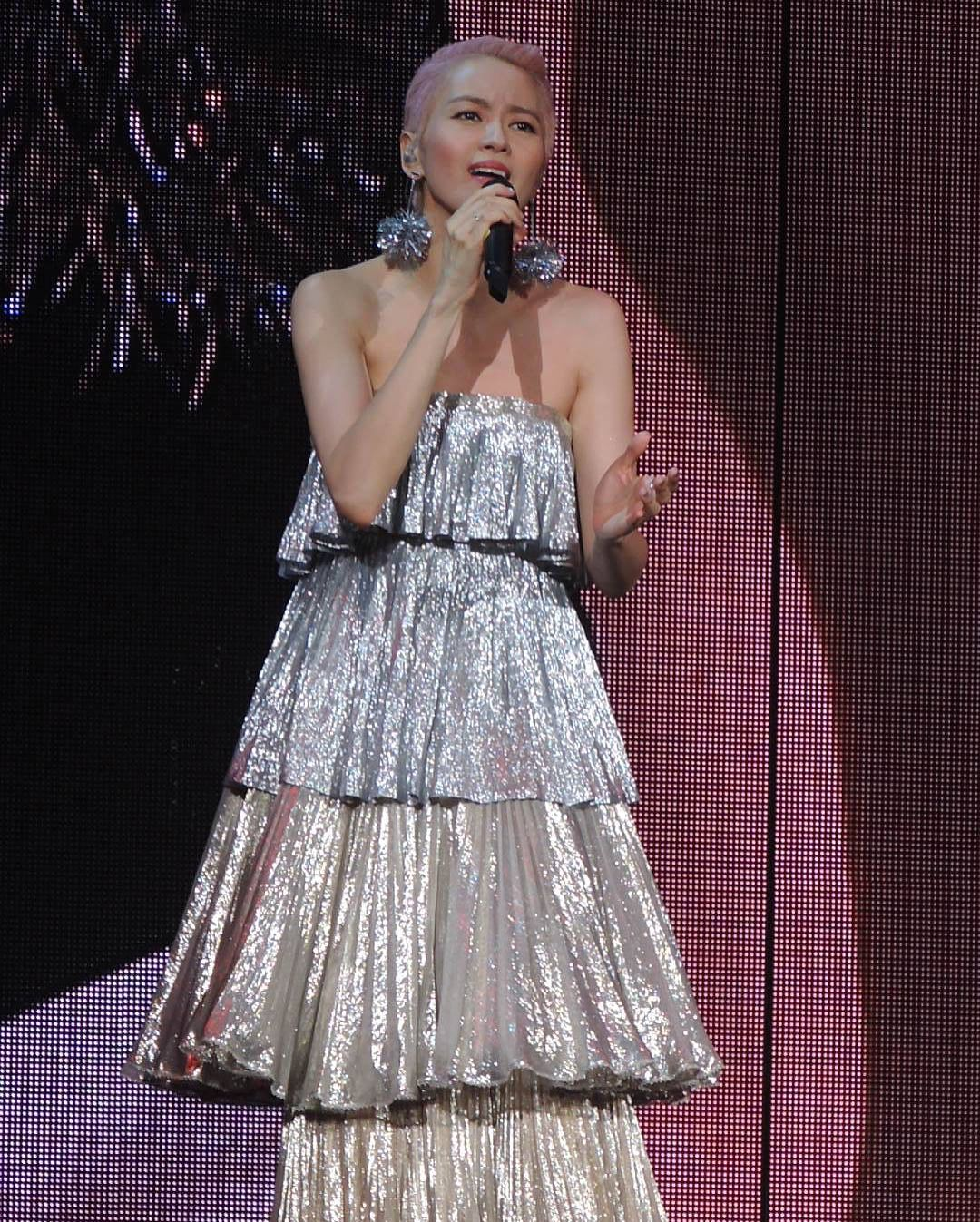
梁詠琪在2018年《梁詠琪好時辰世界巡迴演唱會—香港站》的形象

2019年5月，梁詠琪宣布加盟環球唱片，以說書人角色推出主打歌《再見灰姑娘》，於各大音樂平台取得不俗成績。2019年11月推出歌曲《平安夜》，更是梁詠琪繼2004年推出的歌曲《北極光》，另一首三台冠軍歌。此歌曲於2020年1月推出另一版本《平安夜(打打氣版)》。為配合新歌宣傳，梁詠琪首次亮相ViuTV音樂節目《Chill Club》，並宣佈將推出廣東專輯《Preludio》。
2022年12月，梁詠琪宣布將於2023年2月17至19日在紅磡體育館舉行《時間遇上我們 梁詠琪2023香港演唱會》，並正式加盟掌賞綜藝集團。2023年11月，梁詠琪宣布將於2024年4月13日首次在台北小巨蛋舉行《索夫波呈獻 梁詠琪時間遇上我們演唱會—台北站》，同時亦是第八位於台北小巨蛋舉行售票演唱會的香港女歌手。

## 其他資料
2000年起，以「無添加」作為產品特色的日本著名美容及化妝品生產商FANCL HOUSE，以梁詠琪作中港台的品牌代言人，拍攝過多個經典廣告，包括《Break & Burn 燒脂篇》、《Slim Up 家有小熊篇》。2003年10月，梁詠琪與郭富城獲香港青年商會十大傑出青年，成為有史以來得到這個獎項的最年輕得獎者。2005年2月，與李克勤和陳慧琳首次以藝人的身份，在北京舉行的“中華全國青年聯合會第九届委员会”上被獲委任為青聯會的委員。2010年4月，梁詠琪於福布斯中文版公布的《2010福布斯中國名人榜》排名71。
2011年8月，梁詠琪與孫耀威等人應聯合國兒童基金會邀請到非洲安哥拉作慈善探訪。亦在中國內地捐贈興建了多所希望小學。2019年10月，與丈夫Sergio引入之西班牙童裝品牌Nanos，並於海港城開設第二間分店。
此外，梁詠琪出道初期一直留長髮。至外公離世後，為了令外婆開心，加上要拍攝唱片封套，才把頭髮剪短。又因為覺得打理長髮比較麻煩，所以蓄短髮至今。

## 感情生活
初出道時，梁詠琪已公開和圈外男友 Kenny 的戀情，更表示親自填詞的歌曲"I'll Be Loving You"正是描寫與男友的心情，唯及後於1999 年宣佈分手。
1999年，梁詠琪與鄭伊健因多次合作, 並經過舞台劇《仲夏夜狂想曲》15 場當眾親吻後日久生情，當時鄭伊健身邊已有拍拖7年的女朋友邵美琪，結果外界認為伊健辜負了邵美琪，而梁詠琪亦一度因而背上第三者橫刀奪愛之名，「奪麵雙琪」事件旋即鬧得滿城風雨，二人的形象嚴重受損。雖然真相是鄭伊健與邵美琪先分手，之後才跟梁詠琪發展，惟他與邵美琪未有公開分手消息，而梁詠琪又被傳媒拍到在鄭伊健寓所過夜，故二人事業一度受到負面影響。二人於 2006 年分手。
往後傳媒拍攝到梁詠琪曾於 2006 年與法籍男友 Sly 在車上激吻, 雙方一度談婚論嫁, 最後因梁詠琪媽媽反對而分手, 結束四年的戀情。
梁詠琪於 2010 年 12 月承認與美國駐港領事館發言人 Matthew 相戀, 唯及後因遠距離戀愛而分手, 戀情約歷時半年。
2011年2月，梁詠琪完成《香港G夜》演唱會後有兩星期的空檔到西班牙旅行。分手後成為好友的前任男友Sly介紹一名當地女性友人當梁詠琪的導遊，二人一起參加當地派對時結識了35歲的西班牙籍男友Sergio，二人甫見面便非常投緣，以英語聊了兩個小時，同年10月3日二人在西班牙的地中海小島伊比薩島舉行婚禮儀式，楊采妮、許茹芸擔任伴娘，音樂搭檔陳少琪也有出席婚禮。
2014年7月底，香港媒体报道梁詠琪因腹部不适求医，才得知终于有喜，9月梁詠琪證實已懷孕四個月，2015年生下女兒 Sofia。

## 音樂作品

### 音樂專輯
| 年份   | 專輯名稱                             | 專輯類型      | 發行日期                                     | 曲目 |
| ------ | ------------------------------------ | ------------- | -------------------------------------------- | --- |
| 1996年 | 愛自己                               | 粵語大碟      | 1996年11月11日                               | 曲目 1. 愛自己 2. 愁與別離時 3. 薄荷 4. 某年仲夏 5. 旅程 6. 伴我夢中馳騁 7. 隨心想 8. 激雨 9. 可惜 10. 絕戀 |
| 1997年 | 短髮                                 | 國語大碟      | 1997年3月17日                                | 曲目 1. 短髮 2. 我要一種感覺 3. 懂得愛自己 4. 難言 5. 口香糖 6. 大風吹 7. 曙光 8. 夜未眠 9. 暗戀也很快樂 10. 我只在乎你 短髮+口香糖 (10+2國際版)曲目 1. 短髮（REMIX舞曲混音版） 2. 口香糖（REMIX舞曲混音版） 3. 我要一種感覺 4. 懂得愛自己 5. 難言 6. 口香糖 7. 大風吹 8. 曙光 9. 夜未眠 10. 暗戀也很快樂 11. 我只在乎你 12. 短髮 |
| 1997年 | 新居                                 | 粵語大碟      | 1997年6月18日                                | 曲目 1. 新居 2. 一天一天 3. 太客氣 4. 得不到的愛 5. 哭了 6. 沉溺 7. 學習離開你 8. 抹不乾 9. 茶杯 10. 吞吐 |
| 1997年 | 洗臉                                 | 國語大碟      | 1997年9月12日                                | 曲目 1. 洗臉 2. 你是她的 3. 多少 4. 聽說她愛你 5. 愛能不能戒 6. 戒指 7. 海豚飯店 8. 有時候 9. 煙火 10. 情定日落橋 11. And I Love You So |
| 1998年 | 梁詠琪                               | 國語大碟      | 1998年6月4日                                 | 曲目 1. Spaghetti 2. 膽小鬼 3. 很高興 4. 氣象報告 5. 自由落體 6. 告訴他我不愛他 7. 我們的笑很像 8. 簡單生活 9. 沉澱 10. Rainy Day |
| 1998年 | I'll Be Loving You                   | 粵語大碟      | 1998年11月26日                               | 曲目 1. I'll be loving you 2. 自由自在 3. 死心塌地 4. 遊樂場的快樂照片 5. 浪費時間 6. 幸福國 7. 小宇宙 8. 一￥的約定 9. 空氣污染指數 10. 印象 |
| 1999年 | Today                                | 粵語EP        | 1999年6月11日                                | CD曲目 1. 我鍾意 2. 遠在天邊 3. 迫不得已 4. Today 5. 我鍾意（Sunny Mix） CD+VCD曲目 CD 1. 我鍾意 2. 遠在天邊 3. 迫不得已 4. Today 5. 我鍾意（Sunny Mix） VCD 1. 我鍾意(MTV) 2. 遠在天邊(MTV) |
| 1999年 | 新鮮                                 | 國語大碟      | 1999年7月24日                                | 香港版曲目 1. 新鮮 2. 中意他 3. 我很好 4. 不跟你走了 5. 原來是你 6. 寂寞公寓 7. 鬧情緒 8. 愛上下雨天 9. 收不到訊號 10. 2＋1 11. 深呼吸飛行 12. 許願 台灣版曲目 1. 新鮮 2. 中意他 3. 我很好 4. 不跟你走了 5. 原來是你 6. 寂寞公寓 7. 鬧情緒 8. 愛上下雨天 9. 收不到訊號 10. 2＋1 |
| 2000年 | 好時辰                               | 粵語大碟      | 2000年1月21日                                | 曲目 1. 最美 2. Cover Girl 3. 限期 4. Blue Moon 5. 好不好 6. 好時辰 7. 世界萬歲 8. 身不由己 9. 泡泡世界 10. Just You and I |
| 2000年 | 加洲紅紅人館 903梁詠琪狂熱份子音樂會 | 現場錄音      | 2000年2月18日                                | 曲目 1. 陰天 2. 憶蓮Medley: 破曉/願/愛情 I don't know/心野夜 3. 下雨天 4. Piano Medley: 幾分鐘的約會/歡樂今宵 5. 執迷不悔 6. Male Medley: 天下無雙/非走不可/愛我別走/愛很簡單 |
| 2000年 | 最愛梁詠琪                           | 國語新曲+精選 | 2000年6月24日                                | 曲目 CD 1. 當我愛上你 2. 膽小鬼 3. 短髮 4. 中意他 5. 我只在乎你 6. 口香糖 7. 愛能不能戒 8. 你是她的 9. 愛的代價 10. 我的方式 11. 洗臉 12. Rainy Day 13. 簡單生活 14. 有時候 15. Spaghetti 16. 很高興 VCD 1. 簡單生活 MV 2. 短髮 MV 3. 洗臉 MV 4. 膽小鬼 MV 5. 中意他 MV 6. 我的方式 MV |
| 2000年 | Kiss 新曲+精選                       | 粵語新曲+精選 | 2000年8月15日                                | 曲目 CD 1. 愛自己2000 2. Kiss Me 3. 至死不遇 4. 今夜沒有風 5. 某年仲夏 6. 愛自己 7. 新居 8. 一天一天 9. I'll Be Loving You 10. 死心塌地 11. 我鐘意 12. 迫不得己 13. Today 14. Cover Girl 15. 最美 16. 身不由己 17. 好時辰 18. Kiss Me...Goodbye VCD 1. Kiss Me MV 2. 至死不遇 MV 3. 某年仲夏 MV 4. 我鐘意 MV |
| 2000年 | 花火                                 | 粵語大碟      | 2000年12月19日 2001年3月2日 (2nd version)    | CD+VCD曲目 CD 1. 煙霧濔漫 2. 雪人 3. 灰姑娘 4. 神仙魚 5. 一年之計 6. 指環 7. 你太好 8. 最後晚餐 9. 堅持 10. 花火 VCD 1. 煙霧濔漫 MV CD+VCD (2nd version)曲目 CD 1. 煙霧濔漫 2. 雪人 3. 灰姑娘 4. 神仙魚 5. 一年之計 6. 指環 7. 你太好 8. 最後晚餐 9. 堅持 10. 花火 VCD 1. 煙霧濔漫 MV 2. 一年之計 MV 3. 花火 MV 4. 灰姑娘 MV |
| 2001年 | Amour                                | 國語大碟      | 2001年3月8日 2001年4月20日 (CD+VCD version)  | 曲目 1. 花火 2. Amour 3. 全年無休 4. 天使與海豚 5. Happy Ending 6. 愛情海 7. 聊天 8. 幸福 9. 愛要加油 10. 關於愛 CD+VCD曲目 CD 1. 花火 2. Amour 3. 全年無休 4. 天使與海豚 5. Happy Ending 6. 愛情海 7. 聊天 8. 幸福 9. 愛要加油 10. 關於愛 VCD 1. Amour MV 2. 愛情海 MV 3. 花火 MV |
| 2001年 | Suddenly, this summer                | 粵語大碟      | 2001年6月28日 2001年8月17日 (CD+VCD version) | 曲目 1. Suddenly, This Summer (Overture) 2. 出走地平線 3. 他喜歡的是你 4. 我@你 5. 失散車站 6. 25 7. 地球的住客 8. 空中小姐 9. 雨多田光 10. 氣流 11. Suddenly, this summer CD+VCD曲目 CD 1. Suddenly, This Summer (Overture) 2. 出走地平線 3. 他喜歡的是你 4. 我@你 5. 失散車站 6. 25 7. 地球的住客 8. 空中小姐 9. 雨多田光 10. 氣流 11. Suddenly, this summer 12. 出走地平線(Kookl Mix) VCD 1. 出走地平線(Music Video) 2. 他喜歡的是你(Music Video) 3. 我＠你(Music Video) 4. 地球的住客(Music Video) 5. GiGi非洲行四十分鐘全紀錄 6. 護苗基金小不不宣傳動畫製作特輯 |
| 2001年 | G For Girl                           | 粵語大碟      | 2001年11月27日                               | 曲目 CD 1. 繼續愛 2. 貼心 (電影"絕世好BRA"主題曲) 3. 嫌棄 4. G For Girl 5. 荷花 6. 驗光 7. 西貢小姐 8. 湮花匯演 9. 喜劇收場 10. 春逝 (電影"春逝"主題曲) VCD 1. 嫌棄MV 2. 繼續愛MV 3. 春逝MV 4. 世界自然基金會廣告片 |
| 2002年 | 透明                                 | 國語大碟      | 2002年1月9日                                 | 曲目 1. 湖水 2. 透明 （Fancl 2002廣告主題曲） 3. 淚光 （Amour 2002廣告主題曲） 4. C'est La Vie 5. I Wish I Was 6. 該怎麼愛你 7. 神說 8. 凹凸 9. 對了嗎？ 10. 邊緣 |
| 2002年 | G For Girl Live 2002                 | 現場錄音      | 2002年3月1日                                 | 曲目 Disc 1 1. OPENING INTRO 2. G FOR GIRL 3. 出走地平線 4. 死心塌地 5. 限期 歌詞 6. 他喜歡的是你 7. 幾分鐘的約會 8. 至少還有你 9. 迫不得已 10. 短髮 11. 膽小鬼 12. 驗光 13. 煙霧彌漫 Disc 2 1. COVER GIRL 2. 我@你 3. 至死不遇 4. KISS ME 5. 我鍾意 6. 新居 7. I'LL BE LOVING YOU 8. 愛自己 9. 嫌棄 10. 一個為你甘去蹈火海的人 11. TODAY 12. 花火 13. TALK 14. 灰姑娘 |
| 2002年 | 我住7樓A                             | 粵語大碟      | 2002年5月18日 2002年6月27日 (CD+VCD Edition) | 曲目 1. 家有小熊 〔Fancl House廣告主題曲〕 2. 我們的永遠 3. 我住7樓A 4. 長痛長愛 〔烈火雄心II電視劇插曲〕 5. 雪雪 6. 花瓶雞湯 7. 蕩失 8. 你救哪一個 9. 漫畫女王 〔2002年香港漫畫節主題曲〕 10. 家有小熊 〔家地瘦肌Mix〕 11. 我叫棉花糖 CD+VCD Edition曲目 CD 1. 家有小熊 〔Fancl House廣告主題曲〕 2. 我們的永遠 3. 我住7樓A 4. 長痛長愛 〔烈火雄心II電視劇插曲〕 5. 雪雪 6. 花瓶雞湯 7. 蕩失 8. 你救哪一個 9. 漫畫女王 〔2002年香港漫畫節主題曲〕 10. 家有小熊 〔家地瘦肌Mix〕 11. 我叫棉花糖 VCD 1. 家有小熊 MV 2. 我們的永遠 MV 3. 花瓶雞湯 MV |
| 2002年 | 魔幻季節                             | 國語大碟      | 2002年10月11日 2003年1月15日 (慶功享樂版)    | 香港版曲目 CD 1. 幸福教室（粵語） Fancl House最新廣告主題曲 2. 你救那一個（粵語）（重生版） 3. 進化夢（粵語） （Olympus相機廣告主題曲） 4. 魔幻季節 5. 緊急的眼淚 6. 左手無名指 7. 愛情黑盒子 8. 白蟻 9. 左腳右腳 10. 愛情的重量 11. 大魔頭 12. 唇語 13. 四季 VCD 1. 你救那一個（Music Video） 2. 魔幻季節（Music Video） 3. 進化夢（Music Video） 4. GiGi 瑞士寫真數碼照片 台灣版曲目 CD 1. 魔幻季節 瑞士政府旅遊局2002年度主題曲 2. 緊急的眼淚 3. 左手無名指 Amour 2002年度廣告主題曲 4. 愛情黑盒子 BenQ M560G內建鈴聲及 愛情黑盒子活動主題曲 5. 白蟻 6. 左腳右腳 Olympus相機全亞洲區2002年度廣告主題曲 7. 愛情的重量 8. 大魔頭 9. 唇語 10. 四季 VCD 1. GIGI瑞士阿爾卑斯山魔幻季節之旅冒險日誌VCD-35分鐘完整版 慶功享樂版曲目 CD 1. 魔幻季節 2. 緊急的眼淚 3. 左手無名指 4. 愛情黑盒子 5. 白蟻 6. 左腳右腳 7. 愛情的重量 8. 大魔頭 9. 唇語 10. 四季 VCD 1. 魔幻季節MV 2. 緊急的眼淚MV 3. 愛情黑盒子MV 4. 左手無名指MV |
| 2002年 | 903 id club梁詠琪拉闊音樂會2002      | 現場錄音      | 2002年12月3日                                | 曲目 1. Opening 2. 家有小熊 3. 我住7樓A 4. 荷花 5. 他喜歡的是你 6. 魔幻季節 7. 長痛長愛 8. 你救哪一個 9. 回到過去 10. The Best Is Yet To Come 林一峰伴奏／和唱 11. 空中小姐 林一峰伴奏／和唱 12. 我們的永遠 13. 跳傘 14. 花火 15. 限期 李克勤合唱 16. 月半小夜曲 李克勤合唱 17. 前程錦鏽Unplugged 18. 嫌棄 19. 灰姑娘 20. Halloween Medley：出走地平線/真我工作坊/我鍾意/心急人上/G For Girl/戀愛大過天/Today |
| 2002年 | Funny Face                           | 粵語大碟      | 2002年12月20日                               | 曲目 1. 高妹正傳 2. Funny Face 3. 傷心尋回犬 4. 兩生花 5. 人間之最 6. 咖啡伴侶 7. 分手禮 8. 雪花 9. 哈哈笑 10. 蒂凡尼早餐 11. 高妹正傳 - Winter Mix |
| 2003年 | 高妹梁詠琪Funny Face 2003演唱會      | 現場錄音      | 2003年5月5日                                 | 曲目 Disc 1 1. 煙霧瀰漫 2. Dance Medley: 出走地平線/ 某年仲夏 3. Kiss Me 4. 你救哪一個 5. Funny Face 6. 蒂凡尼早餐 7. 傷心尋回犬 8. Today 9. 花火 10. 跳傘 11. I'll Be Loving You 12. 至死不遇 13. 滴汗 Disc 2 1. 好時辰 2. 新居 3. 灰姑娘 4. 幸福摩天輪 5. 魔幻季節（國語） 6. 無所不在 7. Medley:迫不得已/死心塌地/他喜歡的是你 8. 高妹正傳 9. 家有小熊 10. 問我╱鄭秀文合唱 11. 花火╱鄭秀文合唱 12. 嫌棄 |
| 2003年 | 向左走．向右走                       | 電影原聲大碟  | 2003年8月15日                                | 曲目 CD 1. 擦身而過 2. 兩個人的幸運 (粵語版主題曲) 3. 死神的呼喚 4. 死神再呼喚 5. 琴弦上的鴿子 6. 艾爾加六首給小提琴的簡易之歌 (第六首) 7. 她是784533... 8. 他是763092... 9. 時機尚未成熟 10. 交換電話號碼 11. 斷了線 12. 這個寂寞的平安夜 13. 同病相憐 14. The Kiss 15. 給一位失散了的女孩 16. 這麼近又那麼遠... 17. 迴旋木馬的終端 (粵語版插曲) 18. 重提艾爾加六首給小提琴簡易之歌（第六首） 19. 高呼至沙啞 20. 迴旋木馬的終端Instrumental 21. 向左走 向右走 (國語版主題曲) 22. 沒有影子的人 VCD 1. 電影精華片段1 2. 電影精華片段2 3. 兩個人的幸運 (粵語版主題曲) MV 4. 迴旋木馬的終端 (粵語版主題曲) MV |
| 2003年 | 我想、我唱                           | 粵語大碟      | 2003年9月26日 2003年12月23日 (AVCD Version)  | 曲目 Disc 1: 我想 1. 同班同學 2. 無所不在 3. 完美放送 4. 四月生日 5. 再上車 6. 同班同學 ( 香港小交响樂團版 ) Disc 2: 我唱 1. 兩個人的幸運（電影向左走向右走主題曲） 2. 愛美麗天使（TVB卡通小天使糖糖主題曲） 3. 彩虹交匯處 4. 心理報告（Fancl天氣女郎篇廣告歌） 5. 愛，斷了線（國）（電影愛，斷了線主題曲） AVCD Version曲目 Disc 1: 我想 1. 同班同學 2. 無所不在 3. 完美放送 4. 四月生日 5. 再上車 6. 同班同學 ( 香港小交响樂團版 ) Disc 2: 我唱 1. 兩個人的幸運（電影向左走向右走主題曲） 2. 愛美麗天使（TVB卡通小天使糖糖主題曲） 3. 彩虹交匯處 4. 心理報告（Fancl天氣女郎篇廣告歌） 5. 愛，斷了線（國）（電影愛，斷了線主題曲） Bonus AVCD 1. Computer Data Playable 2. 再上車 MV 3. 四月生日 MV 4. 完美放送 MV 5. 同班同學 MV 6. 迴旋木馬的終端 (Audio) |
| 2004年 | 歸屬感                               | 國語大碟      | 2004年4月23日                                | 香港版曲目 1. 狠心愛我(廣東) 2. 一天一世(廣東) 3. 歸屬感 4. 回不來 5. 慌心假期 6. 沉迷 7. 抱緊你 8. 心不在焉 9. 拔河比賽 10. 只是因為愛你 11. 駱駝 ["一天一世"國語版] 12. 假裝 台灣版 (CD+VCD)曲目 CD 1. 歸屬感 2. 回不來 3. 慌心假期 4. 沉迷 5. 抱緊你 6. 心不在焉 7. 拔河比賽 8. 只是因為愛你 9. 駱駝 10. 假裝 VCD 1. 「沉迷、歸屬感」15分鐘音樂電影 |
| 2004年 | 我鍾意                               | 粵語新曲+精選 | 2004年7月28日                                | 曲目 Disc 1 - In Love 1. 夏日劇集 2. 高妹正傳 3. 好時辰 4. 無所不在 5. 我鐘意 6. 煙霧瀰漫 7. 花瓶雞湯 8. 新居 9. 家有小熊 10. 空中小姐 11. 出走地平線 12. 某年仲夏 13. 荷花 14. I'll Be Loving You 15. 我住7樓A 16. 一天一天 17. Kiss Me 18. Today Disc 2 - Out Of Love 1. 像你 2. 灰姑娘 3. 同班同學 4. 限期 5. 嫌棄 6. 兩個人的幸運 7. 他喜歡的是你 8. 身不由己 9. 傷心尋回犬 10. 愛自己 11. 遠在天邊 12. 你救哪一個(重生版) 13. 氣流 14. 狠心愛我 15. 我們的永遠 16. 迴旋木馬的終端 17. 迫不得已 18. 花火 Bonus VCD 1. Gigi 峇里島的日記 2. 夏日劇集 MV 3. 像你 MV 4. 飛躍峇里尋找世外桃源 |
| 2004年 | 娛樂大家                             | 粵語大碟      | 2004年12月17日                               | 曲目 1. 娛樂大家 2. 北極光 3. 散心 4. 落難皇后 5. 明曰之前 6. 時時事事試 7. 親親我面 8. 恩果 9. 給最開心的人 10. 餘香 11. 娛樂大家 (室樂版) |
| 2005年 | 順時針 新曲+精選                     | 國語新曲+精選 | 2005年5月13日                                | 曲目 CD 1 1. 偏見 (New Song) 2. 順時針 (New Song) 3. 遊牧民族 (New Song) 4. 中意他 5. 洗臉 6. 懂得愛自己 7. 愛情海 8. 神說 9. 緊急的眼淚 10. 沉迷 11. Spagetti 12. 淚光 13. 花火 14. 口香糖 15. 大魔頭 CD 2 1. 向左走向右走 2. 透明 3. 我很好 4. 短髮 5. 愛情黑盒子 6. 膽小鬼 7. 有時候 8. 新鮮 9. 全年無休 10. 歸屬感 11. 當我愛上你 12. 拔河比賽 13. 魔幻季節 14. Amour 15. 愛的代價 Bonus VCD 1. 短髮 2. 洗臉 3. 膽小鬼 4. 新鮮 5. 當我愛上你 6. 愛的代價 7. 花火 8. 淚光 9. 魔幻季節 10. 沉迷 |
| 2005年 | Look                                 | 粵語大碟      | 2005年11月3日                                | 米蘭普通版曲目 CD 1. 比堅尼 2. 密雲 3. 名模 4. 小裁縫 5. 妝苑 6. 雲裳風暴 7. 愛上你開始 8. 無良印品 9. 花城 10. 在天堂遇見的人 VCD 1. 比堅尼 Music Video 2. 密雲 Music Video 3. 名模 Music Video 4. 花城 Music Video 5. 意大利米蘭拍攝花絮 限量珍藏版曲目 CD 1. 比堅尼 2. 密雲 3. 名模 4. 小裁縫 5. 妝苑 6. 雲裳風暴 7. 愛上你開始 8. 無良印品 9. 花城 10. 在天堂遇見的人 VCD 1. 比堅尼 Music Video 2. 密雲 Music Video |
| 2006年 | 成長的短髮                           | 粵語大碟      | 2006年7月25日                                | 曲目 CD 1. 成長的短髮 2. 給自己的情歌 3. 北京之夏 4. 青檸一片天 5. 煙花三月 6. 等人 7. 一人幾票 8. 請我吃餅乾 9. 今年仲夏 10. 給大家的情歌 VCD 1. 青檸一片天 Music Video 2. 給自己的情歌 Music Video 3. 北京之夏 Music Video 4. 成長的短髮 Music Video |
| 2006年 | 給自己的情歌                         | 國語大碟      | 2006年12月15日                               | 香港版曲目 CD 1. 原來愛情這麼傷 2. 搬家 3. 給自己的情歌 4. 不理時間的人 5. 失蹤 6. 過於透明的寂靜 7. 初心 8. 謝謝你這些日子 9. 白日夢 10. 某人 11. 北京之夏 (國語版) DVD 1. 原來愛情這麼傷 MV 2. 給自己的情歌 MV 台灣版曲目 CD 1. 原來愛情這麼傷 2. 搬家 3. 給自己的情歌 4. 不理時間的人 5. 失蹤 6. 過於透明的寂靜 7. 初心 8. 謝謝你這些日子 9. 白日夢 10. 某人 DVD 1. 原來愛情這麼傷 MV 2. 給自己的情歌 MV |
| 2007年 | 女．色                               | 粵語新曲+精選 | 2007年8月7日                                 | 曲目 Disc 1 :自創歌集 1. 女人本色 (廣東) (New) 2. 高妹正傳 3. 同班同學 4. 今年仲夏 5. 無所不在 6. I'll Be Loving You 7. 隨心想 8. 迫不得已 9. 狠心愛我 10. 繼續愛 11. 再上車 12. 我們的永遠 13. 娛樂大家 14. 四月生日 15. 在天堂遇見的人 16. 花火 17. 女人本色 (國語) (New) Disc 2 :自選歌集 1. 未來的未來 (New) 2. 兩個人的幸運 3. 密雲 4. 你救哪一個 5. 北京之夏 6. 好時辰 7. 落難皇后 8. 比堅尼 9. 名模 10. 給自己的情歌 11. 灰姑娘 12. 等人 13. 限期 14. Today 15. 青檸一片天 16. 他喜歡的是你 17. 嫌棄 |
| 2009年 | 禮物                                 | 國語大碟      | 2009年4月17日                                | 曲目 CD 1. Intro-禮物 2. 禮物 3. 錯過 4. 我是你的梁詠琪 5. 一個地方 6. Interlude-一個地方 7. abcdefGG 8. 愛得起 9. 長島冰茶 10. 好好走 11. 喜劇收場 12. Outro-喜劇收場 13. 愛得起 (粵) 14. 心魔 (粵) DVD 1. 禮物MV 2. 愛得起MV (國) 3. 錯過MV 4. 紐約.秋色. - 紐約拍攝花絮 |
| 2010年 | 怕寂寞的貓                           | 粵語大碟      | 2010年7月9日                                 | 曲目 CD 1. How I Wish 2. 厚愛 3. 岸處風光 4. 記得不記得 5. 夏花秋葉 6. 女兒雄 7. 鄰家躲貓貓 8. 和平散去 9. 一刻擁友 10. 畫出彩虹 11. 夏一秒 (How I Wish國語版) 12. 時間海 (夏花秋葉國語版) DVD 1. 女兒雄 MV 2. How I Wish MV 3. 30分鐘 專輯全紀錄 MAKING OF |
| 2012年 | Butterfly Kisses                     | 國語EP        | 2012年7月20日                                | 曲目 1. Butterfly Kisses 2. 換約 3. 我知道我不夠完美 4. 自在 5. 女人話 6. 還是那個你 |
| 2016年 | BeSide Me                            | 國粵語EP      | 2016年8月26日                                | 卡式錄音帶（限量發售）曲目 Side A 1. B面第一首（國） 2. 你不是一個人（國） 3. 貓（國） 4. My Little Sofia（國） Side B 1. B面第一首（粵） 2. 紅棉路上（粵） 3. 狠心遺棄（粵） 數碼EP曲目 1. B面第一首（國） 2. 你不是一個人（國） 3. 貓（國） 4. My Little Sofia（國） 5. B面第一首（粵） 6. 紅棉路上（粵） 7. 狠心遺棄（粵） |
| 2020年 | Preludio (Deluxe Boxset)             | 粵語EP        | 2020年6月10日                                | 曲目 1. 再見灰姑娘 2. 平安夜 3. 100層樓的家 4. 平安夜 打打氣版 5. 梁詠琪音樂說故事第一集 [電腦] (聲演Oscar涂毓麟) 6. 梁詠琪音樂說故事第二集 [籃球架] (聲演Yan Ting周殷廷) 7. 梁詠琪音樂說故事第三集 [小貓] (聲演 Jace陳凱詠) 8. 梁詠琪音樂說故事第四集 [睡床] (聲演文廸@ONE PROMISE) 9. 梁詠琪音樂說故事第五集 [紅心] (聲演Kerryta@Dusty Bottle) 10. 梁詠琪音樂說故事第六集 [大屋] (聲演 Gary趙俊承) |
| 2020年 | Preludio (Moving Version)(CD+DVD)    | 國粵語EP      | 2020年8月13日                                | 曲目 1. 再見灰姑娘 2. 平安夜 3. 100層樓的家 4. 平安夜 打打氣版 5. 無盡愛 [ "小Q" 電影主題曲] 6. 謝謝你走在我前面 (國) [ "小Q" 電影主題曲] |
| 2021年 | Capitulo                             | 粵語EP        | 2021年10月28日                               | 曲目 1. Chapter I：小莉的心震動了 / 阿德的心卻遠走了 2. 迷惘 3. 初戀 4. Chapter II：AMI知道不可能了 / 偉流淚了 5. 秋色 6. 流金歲月 7. Chapter III：女房東想對他們說 8. 當世界無玫瑰 |

### 動畫歌曲
- 2004年：愛美麗天使[22]（動畫《小天使糖糖》粵語片頭曲）

## 派台歌曲成績
| 派台歌曲成績（四台）    | 派台歌曲成績（四台）   | 派台歌曲成績（四台） | 派台歌曲成績（四台） | 派台歌曲成績（四台） | 派台歌曲成績（四台） | 派台歌曲成績（四台）                                                               | 派台歌曲成績（四台）                                                               |
| ----------------------- | ---------------------- | -------------------- | -------------------- | -------------------- | -------------------- | ---------------------------------------------------------------------------------- | ---------------------------------------------------------------------------------- |
| 唱片                    | 歌曲                   | 903                  | RTHK                 | 997                  | TVB                  | 備註                                                                               | 備註                                                                               |
| 1996年                  |                        |                      |                      |                      |                      |                                                                                    |                                                                                    |
| 愛自己                  | 愛自己                 | 2                    | 2                    | /                    | /                    |                                                                                    |                                                                                    |
| 愛自己                  | 某年仲夏               | /                    | 6                    | /                    | /                    |                                                                                    |                                                                                    |
| 愛自己                  | 旅程                   | /                    | -                    | /                    | /                    |                                                                                    |                                                                                    |
| 1997年                  |                        |                      |                      |                      |                      |                                                                                    |                                                                                    |
| 短髮                    | 短髮（國）             | /                    | 6                    | /                    | /                    |                                                                                    |                                                                                    |
| 新居                    | 一天一天               | 5                    | 3                    | 1                    | /                    | 首支冠軍歌                                                                         | 首支冠軍歌                                                                         |
| 新居                    | 新居                   | 3                    | 6                    | /                    | /                    |                                                                                    |                                                                                    |
| 洗臉                    | 洗臉（國）             | /                    | 9                    | /                    | /                    |                                                                                    |                                                                                    |
| 洗臉                    | 有時候（國）           | 3                    | 2                    | /                    | /                    |                                                                                    |                                                                                    |
| 1998年                  |                        |                      |                      |                      |                      |                                                                                    |                                                                                    |
| 梁詠琪Gigi              | 膽小鬼（國）           | 3                    | 7                    | 8                    | 8                    |                                                                                    |                                                                                    |
| 梁詠琪Gigi              | 自由落體（國）         | 1                    | 3                    | 2                    | -                    |                                                                                    |                                                                                    |
| I'll Be Loving You      | 死心塌地               | 5                    | 1                    | 1                    | 1                    |                                                                                    |                                                                                    |
|                         | 一往情深               | 6                    | 9                    | 18                   | 7                    | 與鄭伊健合唱 音樂劇《仲夏夜狂想曲》主題曲                                          | 與鄭伊健合唱 音樂劇《仲夏夜狂想曲》主題曲                                          |
| I'll Be Loving You      | 自由自在               | 10                   | 14                   | 2                    | -                    |                                                                                    |                                                                                    |
| I'll Be Loving You      | I'll Be Loving You     | 3                    | 18                   | -                    | 2                    |                                                                                    |                                                                                    |
| 1999年                  |                        |                      |                      |                      |                      |                                                                                    |                                                                                    |
|                         | 印象                   | 7                    | 18                   | -                    | 7                    | 與鄭伊健、陳小春、楊千嬅合唱 音樂劇《仲夏夜狂想曲》歌曲 翻唱許冠傑作品             | 與鄭伊健、陳小春、楊千嬅合唱 音樂劇《仲夏夜狂想曲》歌曲 翻唱許冠傑作品             |
| 新鮮                    | 許願（國）             | 15                   | 5                    | 10                   | 5                    | 與古巨基合唱                                                                       | 與古巨基合唱                                                                       |
| Today                   | 我鍾意                 | 5                    | 3                    | 4                    | 2                    | TVB周刊夏日涼品廣告歌                                                              | TVB周刊夏日涼品廣告歌                                                              |
| Today                   | 遠在天邊               | 5                    | 1                    | 1                    | 1                    | 99COMPAQ網中緣廣告歌                                                               | 99COMPAQ網中緣廣告歌                                                               |
| Today                   | Today                  | 6                    | 1                    | 1                    | 1                    |                                                                                    |                                                                                    |
| Today                   | 迫不得已               | 4                    | 13                   | -                    | -                    |                                                                                    |                                                                                    |
| 新鮮                    | 新鮮（國）             | -                    | -                    | -                    | -                    |                                                                                    |                                                                                    |
| 好時辰                  | 最美                   | 4                    | 14                   | 5                    | -                    |                                                                                    |                                                                                    |
| 好時辰                  | 限期                   | 15                   | 9                    | 1                    | 8                    | OT：那英 ~ 夢一場                                                                  | OT：那英 ~ 夢一場                                                                  |
| 2000年                  |                        |                      |                      |                      |                      |                                                                                    |                                                                                    |
| 好時辰                  | Cover Girl             | /                    | /                    | /                    | /                    |                                                                                    |                                                                                    |
| 好時辰                  | 好時辰                 | 1                    | 3                    | 1                    | 2                    |                                                                                    |                                                                                    |
| 好時辰                  | 身不由己               | -                    | 3                    | 1                    | 2                    |                                                                                    |                                                                                    |
| 好時辰                  | Blue Moon              | 20                   | -                    | 10                   | -                    |                                                                                    |                                                                                    |
| 最愛梁詠琪              | 愛的代價（國）         | 19                   | 18                   | -                    | -                    | 原唱者為張艾嘉                                                                     | 原唱者為張艾嘉                                                                     |
| Kiss 新曲＋精選         | Kiss me                | 6                    | 1                    | 3                    | 1                    | FANCL廣告歌                                                                        | FANCL廣告歌                                                                        |
| Kiss 新曲＋精選         | 至死不遇               | 15                   | 10                   | 6                    | 6                    |                                                                                    |                                                                                    |
| 花火                    | 煙霧瀰漫               | 1                    | 3                    | 2                    | 2                    |                                                                                    |                                                                                    |
| 2001年                  |                        |                      |                      |                      |                      |                                                                                    |                                                                                    |
| 花火                    | 一年之計               | 2                    | 7                    | 5                    | 7                    |                                                                                    |                                                                                    |
| 花火                    | 灰姑娘                 | 13                   | 1                    | 10                   | 1                    |                                                                                    |                                                                                    |
| 花火                    | 花火                   | 18                   | 7                    | 5                    | 9                    |                                                                                    |                                                                                    |
| Amour                   | Amour（國）            | -                    | -                    | -                    | -                    |                                                                                    |                                                                                    |
| Suddenly, this Summer   | 出走地平線             | 8                    | 1                    | 1                    | 1                    | FANCL廣告歌                                                                        | FANCL廣告歌                                                                        |
| Suddenly, this Summer   | 他喜歡的是你           | 4                    | 3                    | 3                    | 3                    |                                                                                    |                                                                                    |
| Suddenly, this Summer   | 我@你                  | -                    | -                    | -                    | -                    |                                                                                    |                                                                                    |
| G For Girl              | 嫌棄                   | 1                    | 1                    | 1                    | 5                    | 雷霆歌曲播放指數4週冠軍                                                            | 雷霆歌曲播放指數4週冠軍                                                            |
| G For Girl              | G For Girl             | 5                    | 6                    | 4                    | 3                    | 《梁詠琪 G For Girl 2002》演唱會主題曲                                             | 《梁詠琪 G For Girl 2002》演唱會主題曲                                             |
| 2002年                  |                        |                      |                      |                      |                      |                                                                                    |                                                                                    |
| G For Girl              | 繼續愛                 | 5                    | -                    | 4                    | -                    | FANCL廣告歌                                                                        | FANCL廣告歌                                                                        |
| 透明                    | 透明（國）             | -                    | -                    | 18                   | -                    |                                                                                    |                                                                                    |
| 我住7樓A                | 家有小熊               | 4                    | 1                    | 1                    | 1                    | FANCL廣告歌                                                                        | FANCL廣告歌                                                                        |
| 我住7樓A                | 我們的永遠             | 1                    | 1                    | 1                    | 2                    |                                                                                    |                                                                                    |
| 我住7樓A                | 花瓶雞湯               | 15                   | ×                    | 10                   | -                    |                                                                                    |                                                                                    |
| 我住7樓A                | 你救哪一個             | 13                   | 3                    | -                    | 2                    |                                                                                    |                                                                                    |
| 魔幻季節                | 魔幻季節（國）         | -                    | ×                    | -                    | -                    |                                                                                    |                                                                                    |
| Funny Face              | 高妹正傳               | 1                    | 3                    | 6                    | 1                    | 同曲曲目：李克勤 ~ 高妹                                                            | 同曲曲目：李克勤 ~ 高妹                                                            |
| Funny Face              | 傷心尋回犬             | 5                    | 1                    | 2                    | 2                    | 雷霆歌曲播放指數2週冠軍                                                            | 雷霆歌曲播放指數2週冠軍                                                            |
| 2003年                  |                        |                      |                      |                      |                      |                                                                                    |                                                                                    |
| Funny Face              | Funny Face             | 3                    | 5                    | 5                    | ×                    | 《高妹梁詠琪 Funny Face 2003》演唱會主題曲                                         | 《高妹梁詠琪 Funny Face 2003》演唱會主題曲                                         |
| 我想我唱                | 無所不在               | 11                   | 1                    | 1                    | 1                    |                                                                                    |                                                                                    |
| 我想我唱                | 同班同學               | 2                    | 1                    | 1                    | 1                    |                                                                                    |                                                                                    |
| 我想我唱                | 兩個人的幸運           | 1                    | 1                    | 1                    | 1                    | 四台冠軍歌 電影《向左走·向右走》主題曲 雷霆歌曲播放指數3週冠軍                     | 四台冠軍歌 電影《向左走·向右走》主題曲 雷霆歌曲播放指數3週冠軍                     |
| 我想我唱                | 四月生日               | 5                    | ×                    | -                    | 4                    |                                                                                    |                                                                                    |
| 我想我唱                | 再上車                 | 16                   | 7                    | 7                    | ×                    |                                                                                    |                                                                                    |
| 2004年                  |                        |                      |                      |                      |                      |                                                                                    |                                                                                    |
| True Music Karaoke Hits | 04祝福你               | 16                   | 15                   | -                    | -                    | 群星合唱                                                                           | 群星合唱                                                                           |
| 歸屬感                  | 狠心愛我               | 8                    | 3                    | 1                    | 1                    | 電影《絕世好賓》主題曲                                                             | 電影《絕世好賓》主題曲                                                             |
| 歸屬感                  | 歸屬感（國）           | -                    | -                    | -                    | -                    |                                                                                    |                                                                                    |
| 我鐘意 新曲+精選36首    | 夏日劇集               | 5                    | 7                    | 10                   | 1                    | FANCL廣告歌                                                                        | FANCL廣告歌                                                                        |
| 我鐘意 新曲+精選36首    | 像你                   | 6                    | 3                    | 2                    | 2                    |                                                                                    |                                                                                    |
| 娛樂大家                | 娛樂大家               | 1                    | 1                    | 2                    | 1                    | FANCL廣告歌 舞台劇《大娛樂家》主題曲                                               | FANCL廣告歌 舞台劇《大娛樂家》主題曲                                               |
| 娛樂大家                | 北極光                 | 1                    | 1                    | 1                    | 4                    | 雷霆歌曲播放指數1週冠軍                                                            | 雷霆歌曲播放指數1週冠軍                                                            |
| 2005年                  |                        |                      |                      |                      |                      |                                                                                    |                                                                                    |
| 娛樂大家                | 落難皇后               | 2                    | 8                    | 2                    | 2                    |                                                                                    |                                                                                    |
| 順時針                  | 遊牧民族（國）         | -                    | -                    | 2                    | -                    |                                                                                    |                                                                                    |
| 順時針                  | 偏見（國）             | -                    | 20                   | -                    | -                    |                                                                                    |                                                                                    |
| 順時針                  | 順時針（國）           | ×                    | ×                    | ×                    | 9                    |                                                                                    |                                                                                    |
| Look                    | 比堅尼                 | 8                    | -                    | -                    | -                    |                                                                                    |                                                                                    |
| Look                    | 密雲                   | 5                    | 1                    | 2                    | 1                    |                                                                                    |                                                                                    |
| Look                    | 名模                   | -                    | -                    | -                    | ×                    |                                                                                    |                                                                                    |
| Look                    | 花城                   | ×                    | ×                    | ×                    | 4                    |                                                                                    |                                                                                    |
| 2006年                  |                        |                      |                      |                      |                      |                                                                                    |                                                                                    |
| 成長的短髮              | 給自己的情歌           | 2                    | 1                    | 2                    | 1                    |                                                                                    |                                                                                    |
| 成長的短髮              | 北京之夏               | 1                    | 1                    | 5                    | 2                    |                                                                                    |                                                                                    |
| 成長的短髮              | 等人                   | 20                   | -                    | -                    | -                    |                                                                                    |                                                                                    |
| 給自己的情歌            | 原來愛情這麼傷（國）   | -                    | -                    | -                    | -                    |                                                                                    |                                                                                    |
| 2007年                  |                        |                      |                      |                      |                      |                                                                                    |                                                                                    |
| 女．色                  | 女人本色               | -                    | 3                    | 14                   | -                    | 電影《女人本色》主題曲                                                             | 電影《女人本色》主題曲                                                             |
| 女．色                  | 未來的未來             | -                    | 17                   | -                    | -                    |                                                                                    |                                                                                    |
| 2008年                  |                        |                      |                      |                      |                      |                                                                                    |                                                                                    |
|                         | 小娃娃大英雄           | 2                    | ×                    | ×                    | ×                    | 與卓韻芝、Bu合唱 2008饑饉三十主題曲                                                | 與卓韻芝、Bu合唱 2008饑饉三十主題曲                                                |
| 禮物                    | 禮物（國）             | -                    | 3                    | -                    | ×                    |                                                                                    |                                                                                    |
| 2009年                  |                        |                      |                      |                      |                      |                                                                                    |                                                                                    |
| 禮物                    | 愛得起（國）           | -                    | -                    | -                    | ×                    | 電影《愛得起》主題曲                                                               | 電影《愛得起》主題曲                                                               |
| 禮物                    | 錯過（國）             | -                    | -                    | 4                    | ×                    | 電影《愛得起》插曲                                                                 | 電影《愛得起》插曲                                                                 |
| 禮物                    | 一個地方（國）         | 20                   | -                    | -                    | ×                    |                                                                                    |                                                                                    |
| 2010年                  |                        |                      |                      |                      |                      |                                                                                    |                                                                                    |
| 怕寂寞的貓              | 夏花秋葉               | 2                    | 3                    | 3                    | ×                    |                                                                                    |                                                                                    |
| 怕寂寞的貓              | 女兒雄                 | -                    | -                    | -                    | ×                    |                                                                                    |                                                                                    |
| 怕寂寞的貓              | How I Wish             | -                    | -                    | -                    | ×                    |                                                                                    |                                                                                    |
| 2011年                  |                        |                      |                      |                      |                      |                                                                                    |                                                                                    |
| 怕寂寞的貓              | 記得不記得             | 9                    | 10                   | -                    | ×                    |                                                                                    |                                                                                    |
| 2012年                  |                        |                      |                      |                      |                      |                                                                                    |                                                                                    |
| Butterfly Kisses        | Butterfly Kisses（國） | 2                    | -                    | -                    | ×                    | 新城國語力排行榜：1 TVB8金曲榜：3                                                  | 新城國語力排行榜：1 TVB8金曲榜：3                                                  |
| Butterfly Kisses        | 換約（國）             | -                    | -                    | -                    | ×                    |                                                                                    |                                                                                    |
| 2016年                  |                        |                      |                      |                      |                      |                                                                                    |                                                                                    |
| BeSide Me               | B面第一首              | 1                    | 17                   | 2                    | ×                    | DBC華語歌曲流行指數：15                                                            | DBC華語歌曲流行指數：15                                                            |
| BeSide Me               | 紅棉路上               | -                    | -                    | -                    | ×                    |                                                                                    |                                                                                    |
| 2018年                  |                        |                      |                      |                      |                      |                                                                                    |                                                                                    |
| 環球高歌陳百強          | 戀愛預告               | -                    | -                    | -                    | ×                    | 翻唱陳百強作品 加拿大至 HIT 中文歌曲排行榜：14                                     | 翻唱陳百強作品 加拿大至 HIT 中文歌曲排行榜：14                                     |
| 2019年                  |                        |                      |                      |                      |                      |                                                                                    |                                                                                    |
|                         | 恭喜八婆               | -                    | -                    | -                    | ×                    | 與陳奐仁、陳逸寧、谷祖琳、林兆霞、徐天佑、陳靜、 丁可欣、曾國祥、豪Dee、雞Wing合唱 | 與陳奐仁、陳逸寧、谷祖琳、林兆霞、徐天佑、陳靜、 丁可欣、曾國祥、豪Dee、雞Wing合唱 |
| Preludio                | 再見灰姑娘             | 3                    | 2                    | 1                    | ×                    | 加拿大至 HIT 中文歌曲排行榜：7                                                     | 加拿大至 HIT 中文歌曲排行榜：7                                                     |
| Preludio                | 平安夜                 | 1                    | 1                    | 1                    | ×                    | 三台冠軍歌 另派打打氣版版本 加拿大至 HIT 中文歌曲排行榜：1                         | 三台冠軍歌 另派打打氣版版本 加拿大至 HIT 中文歌曲排行榜：1                         |
| 派台歌曲成績（五台）    |                        |                      |                      |                      |                      |                                                                                    |                                                                                    |
| 唱片                    | 歌曲                   | 903                  | RTHK                 | 997                  | TVB                  | ViuTV                                                                              | 備註                                                                               |
| 2020年                  |                        |                      |                      |                      |                      |                                                                                    |                                                                                    |
| Preludio                | 100層樓的家            | 2                    | 1                    | 2                    | ×                    | 5                                                                                  | 加拿大至 HIT 中文歌曲排行榜：3                                                     |
| 2021年                  |                        |                      |                      |                      |                      |                                                                                    |                                                                                    |
| Capítulo                | 初戀                   | -                    | 13                   | -                    | -                    | -                                                                                  | 翻唱楊采妮作品 加拿大至 HIT 中文歌曲排行榜：11                                     |
| Capítulo                | 秋色                   | -                    | -                    | -                    | -                    | -                                                                                  | 翻唱陳慧嫻作品                                                                     |
| Capítulo                | 流金歲月               | -                    | -                    | -                    | -                    | -                                                                                  | 翻唱葉蒨文作品                                                                     |
| 2022年                  |                        |                      |                      |                      |                      |                                                                                    |                                                                                    |
|                         | 辣到出汁               | -                    | -                    | -                    | ×                    | ×                                                                                  | 與呂爵安、吳君如合唱 電影《闔家辣》主題曲                                          |
|                         | You & Me               | -                    | -                    | -                    | ×                    | -                                                                                  | ViuTV劇集《反起跑線聯盟》主題曲                                                    |

| 各台冠軍歌總數 | 各台冠軍歌總數 | 各台冠軍歌總數 | 各台冠軍歌總數 | 各台冠軍歌總數 | 各台冠軍歌總數    | 各台冠軍歌總數    | 各台冠軍歌總數 |
| -------------- | -------------- | -------------- | -------------- | -------------- | ----------------- | ----------------- | -------------- |
| 四台a          | 903            | RTHK           | 997            | TVB            | 備註              | 備註              | 備註           |
| 四台a          | 12             | 20             | 18             | 16             | 四台冠軍歌總數：1 | 四台冠軍歌總數：1 |                |
| 五台b          | 903            | RTHK           | 997            | TVB            | ViuTV             | 備註              |                |
| 五台b          | 0              | 1              | 0              | 0              | 0                 | 五台冠軍歌總數：0 |                |

- （/）資料不詳
- （*）上榜中
- （-）未能上榜
- （×）沒有派往該台
- （(1)）兩週冠軍
- ^  注解a：包括2020年後的冠軍歌曲
- ^  注解b：2020年起

## 音樂會及演唱會

#### 香港個人售票演唱會
| 紅磡香港體育館        | 紅磡香港體育館                                     | 紅磡香港體育館 | 紅磡香港體育館 | 紅磡香港體育館                                                                   | 紅磡香港體育館 |
| --------------------- | -------------------------------------------------- | -------------- | -------------- | -------------------------------------------------------------------------------- | --- |
| 日期                  | 演唱會名稱                                         | 場數           | 主題曲         | 備註                                                                             | 演唱會曲目 |
| 2002年1月3－5日       | Fancl 梁詠琪G For Girl Live 2002                   | 3              | G For Girl     | 首個個人大型售票演唱會 第一場嘉賓：鄭秀文 第二場嘉賓：古天樂 第三場嘉賓：林憶蓮  | 內容 *待更 |
| 2003年3月14－16日     | Olympus高妹梁詠琪Funny Face演唱會2003              | 3              | Funny Face     | 第一場嘉賓：鄭秀文、朱孝天 第二場嘉賓：陳慧琳、陳奕迅 第三場嘉賓：劉德華、李克勤 | 內容 *待更 |
| 2011年2月26－27日     | Fancl 呈獻：梁詠琪巡迴演唱會-香港G夜               | 2              | -              | 第一場嘉賓：鄭秀文 第二場嘉賓：任賢齊                                            | 第二場曲目 1. I'll be loving you 2. 一年之計 3. 口香糖 4. 膽小鬼 5. 一天一天 6. 死心塌地 7. 密雲 8. 限期 9. 家有小熊 10. 新居 (自彈自唱—結他) 11. 灰姑娘 (自彈自唱—鼓) 12. 中意他 13. 對面的女孩看過來 (任賢齊合唱) 14. 心太軟 (任賢齊) 15. 煙花三月 16. 同班同學 17. 等人 18. 女人本色 19. abcdefGG 20. 長島冰茶 21. 比堅尼 22. Bad Boy 23. Today 24. 娛樂大家 25. 落難皇后 26. 至死不遇 27. 高妹正傳 28. 夏花秋葉 29. 兩個人的幸運 30. 他喜歡的是你 31. 嫌棄 1st Encore 1. G For Girl 2. 某年仲夏 3. 出走地平線 4. 花火 2nd Encore 1. 短髮 2. 灰姑娘 |
| 2018年5月4－5日       | 梁詠琪「好時辰」巡迴演唱會 香港站                  | 2              | -              | 出道二十週年演唱會                                                               | 第二場曲目 1. 短髮 2. G For Girl 3. 某年仲夏 4. 你救哪一個 5. 落難皇后 6. 密雲 7. 至死不遇 8. 繼續愛 9. 夏花秋葉 10. My Little Sofia 11. 娛樂大家 12. 好時辰 13. 迴旋木馬的終端 14. 兩個人的幸運 15. 狠心愛我 16. 心動 17. 比堅尼 18. abcdefGG 19. 名模 20. Funny Face 21. 花火 22. Medley: 煙霧瀰漫/同班同學/給自己的情歌/死心塌地/好不好/嫌棄/他喜歡的是你 23. Today 1st Encore 1. Medley: 出走地平線/失蹤/搬家/我鍾意/一年之計 2. 灰姑娘 3. B面第一首 2nd Encore 1. 愛自己 2. I'll Be Loving You 3. 一天一天 3rd Encore 1. 高妹正傳                 |
| 2023年2月17－19日     | FWD富衛保險呈獻：時間遇上我們 梁詠琪2023香港演唱會 | 3              | -              | 第一場嘉賓：呂爵安、張敬軒 第二場嘉賓：陳 蕾 第三場嘉賓：鄭秀文                  | 第三場曲目 1. 花火 2. 某年仲夏 3. 薄荷/Kiss me 4. 一天一天 5. 遊樂場的快樂照片 6. 煙霧瀰漫 7. 密雲 8. 限期 9. 落難皇后 10. 至死不遇 11. 今夜沒有風（自彈自唱—鋼琴） 12. 你救哪一個/女兒雄 13. 給自己的情歌 14. Today 15. 繼續愛 16. 蕩失 (鄭秀文合唱) 17. 我們都是這樣長大的 (鄭秀文合唱) 18. 100層樓的家 19. 未來的未來 20. I'll be loving you 21. 出走地平線 22. 25 23. 我鍾意 24. 好時辰 1st Encore 1. 灰姑娘 2. B面第一首 3. 同班同學 4. 身不由己 5. 愛自己 2nd Encore 1. 短髮 2. 嫌棄 3rd Encore 1. 膽小鬼 2. 高妹正傳                            |
| 亞洲國際博覽館        |                                                    |                |                |                                                                                  | |
| 2007年12月21日        | 澳門摩卡會呈獻：梁詠琪本.色演唱會2007              | 1              | -              | 出道十週年演唱會 嘉賓：薛凱琪、吳建豪                                            | 演唱曲目 1. Funny Face 2. G for Girl 3. Kiss Me 4. 某年仲夏 5. 煙霧彌漫 6. 荷花 7. 北京之夏 8. 落難皇后 9. 國語歌 Medley: Spaghetti/Rainy Day/全年無休/口香糖/搬家 10. 娛樂大家 11. 青檸一片天 12. I'll be loving you 13. 迫不得已 14. 同班同學 15. 女人本色 16. 高妹正傳 17. 奇洛李維斯回信（薛凱琪合唱） 18. 下次下次（薛凱琪） 19. 名模 20. 比堅尼 21. 至死不遇 22. 我的王國/Never let you go（吳建豪） 23. 灰姑娘 24. 你救哪一個 25. 他喜歡的是你 26. 兩個人的幸運 27. 嫌棄 28. 好時辰 29. 短髮 30. 出走地平線 31. 花火 32. Today                  |
| 香港賽馬會演藝劇院    |                                                    |                |                |                                                                                  | |
| 2024年11月27－12月1日 | 梁詠琪 時間 遇上我們 專屬的特別 香港場             | 5              | -              | 首度在香港舉辦Side Track演唱會                                                   | 演唱曲目 1. 成長的短髮 2. 新居 3. 茶杯 4. 空中小姐 5. 北京之夏 6. 春逝 7. 荷花 8. 夏花秋葉 9. 平安夜 10. 北極光 11. 好不好 12. 因果 13. 等人 14. 花瓶雞湯 15. 傷心尋回犬 16. 遠在天邊 17. 氣流 18. 迴旋木馬的終端 19. 每場專屬歌曲：哭了/浪費時間/煙花三月/再上車/失散車站 20. 家有小熊 Encore - 第五場 1. 哭了 2. 同班同學 3. 灰姑娘 |

### 個人巡迴演唱會
| 日期             | 城市       | 場馆                                    | 註 |
| ---------------- | ---------- | --------------------------------------- | -- |
| 2016年9月30日    | 中国深圳   | 深圳灣體育中心「春繭」體育館            |    |
| 2016年10月15日   | 中国合肥   | 合肥奧林匹克體育中心體育館              |    |
| 2016年10月22日   | 中国青島   | 青島體育中心國信體育場                  |    |
| 2016年11月12日   | 中国上海   | 上海大舞台                              |    |
| 2016年11月26日   | 中国西安   | 西安城市運動公園體育館                  |    |
| 2016年12月4日    | 中国廣州   | 廣州體育館一號館                        |    |
| 2017年6月24日    | 中国南寧   | 廣西體育中心體育館                      |    |
| 2017年7月6日     | 美国聖荷西 | San Jose Center for the Performing Arts |    |
| 2017年7月8日     | 美国洛杉磯 | 洛杉磯帕薩迪納大劇院                    |    |
| 2017年8月5日     | 中国北京   | 五棵松體育館                            |    |
| 2018年5月4日-5日 | 香港       | 紅磡香港體育館                          |    |

| 日期               | 城市           | 場馆                                                | 註                                 |
| ------------------ | -------------- | --------------------------------------------------- | ---------------------------------- |
| 2023年2月17日-19日 | 香港           | 紅磡香港體育館                                      |                                    |
| 2023年8月5日       | 中国廣州       | 廣州體育館一號館                                    |                                    |
| 2023年8月26日      | 中国東莞       | 東莞銀行籃球中心                                    |                                    |
| 2023年9月3日       | 中国深圳       | 深圳灣體育中心「春繭」體育館                        | 因颱風影響原於9月2日演出改為9月3日 |
| 2023年9月23日      | 中国上海       | 浦發銀行東方體育中心                                |                                    |
| 2023年10月28日     | 中国北京       | 首都體育館                                          |                                    |
| 2023年11月26日     | 中国南寧       | 廣西體育中心體育館                                  |                                    |
| 2023年12月2日      | 中国佛山       | 佛山國際體育文化演藝中心                            |                                    |
| 2023年12月9日      | 中国重慶       | 華熙LIVE·魚洞                                       |                                    |
| 2023年12月30日     | 马来西亚吉隆坡 | Mega Star Arena                                     |                                    |
| 2024年3月23日      | 澳門           | 銀河綜藝館                                          |                                    |
| 2024年3月30日      | 中国成都       | 成都金融城演艺中心                                  |                                    |
| 2024年4月13日      | 臺灣台北       | 臺北小巨蛋                                          |                                    |
| 2024年5月4日       | 中国南京       | 南京奥林匹克體育中心體育館                          |                                    |
| 2024年5月11日      | 中国武漢       | 光谷國際網球中心                                    |                                    |
| 2025年4月17日      | 加拿大多倫多   | The Theatre at Great Canadian Casino Resort Toronto |                                    |
| 2025年4月20日      | 美国拉斯維加斯 | The Venetian Theatre                                |                                    |

### 其他音樂會及演唱會
| 其他音樂會及演唱會 | 其他音樂會及演唱會                        | 其他音樂會及演唱會              | 其他音樂會及演唱會   | 其他音樂會及演唱會                           | 其他音樂會及演唱會 |
| ------------------ | ----------------------------------------- | ------------------------------- | -------------------- | -------------------------------------------- | ------------------ |
| 日期               | 音樂會/演唱會                             | 場地                            | 主辦單位             | 備註                                         |                    |
| 1997年             | 歌婷梁詠琪清新自然演唱會                  | 清水灣電視城                    | 無綫電視             |                                              |                    |
| 1999年             | Extra醒字派演唱會                         |                                 |                      | 與古巨基合辦                                 |                    |
| 1999年             | 加洲紅紅人館903梁詠琪狂熱份子音樂會       | 香港理工大學賽馬會綜藝館        | 叱吒903              |                                              |                    |
| 1999年12月19日     | 903狂熱分子六神合體音樂會                 |                                 | 叱吒903              | 與陳奕迅、楊千嬅、謝霆鋒、梁漢文、盧巧音合辦 |                    |
| 2001年4月14日      | 梁詠琪四月花火演唱會                      | 香港演藝學院                    |                      |                                              |                    |
| 2002年             | 新城梁詠琪好鄰居音樂聚會                  | 香港會議展覽中心                | 新城電台             |                                              |                    |
| 2002年             | 樂人谷Vani友約會 Vani友約梁詠琪           |                                 | 叱吒903              |                                              |                    |
| 2002年             | 903 id club 梁詠琪拉闊音樂會              | 香港會議展覽中心                | 叱吒903              |                                              |                    |
| 2003年8月8日       | 鍾意創作 音樂會                           | 九龍灣國際展貿中心              | 新城電台             |                                              |                    |
| 2003年             | 高妹梁詠琪Funny Face演唱會2003            | 大西洋城                        |                      |                                              |                    |
| 2003年             | 高妹梁詠琪Funny Face演唱會2003            | 多倫多                          |                      |                                              |                    |
| 2004年7月2日       | 新城勁爆唱作之合音樂會                    | 香港會議展覽中心                | 新城電台             |                                              |                    |
| 2005年10月6日      | 理大校友之星梁詠琪演唱會                  | 香港理工大學                    | 香港理工大學         |                                              |                    |
| 2005年             | 《TVB8火爆音樂空間》迷你音樂會            | 將軍澳電視廣播城                | 無綫電視             |                                              |                    |
| 2006年10月21日     | 欣賞梁詠琪音樂會                          | 九龍灣國際展貿中心              |                      |                                              |                    |
| 2007年             | 梁詠琪給自己的情歌自由演唱會              | 自由廣場國際演藝廳              | 自由時報             |                                              |                    |
| 2007年             | 梁詠琪本色上海演唱會                      | 上海大舞台                      |                      | 首個中國大陸大型售票演唱會                   |                    |
| 2009年             | 新城十八星光綻放音樂會                    | 香港會議展覽中心                | 新城電台             |                                              |                    |
| 2010年             | 獅子會<獅心‧童心>慈善演唱會               |                                 |                      |                                              |                    |
| 2010年             | 亞洲巨星NOW翻天成都演唱會                 |                                 |                      |                                              |                    |
| 2010年12月24日     | 梁詠琪北京G夜演唱會                       | 北京工人體育館                  |                      | 首次北京大型售票演唱會，嘉賓：蔡卓妍         |                    |
| 2012年1月29日      | 中國新年梁詠琪完美嘉年華音樂會            | 康州快活大賭場MGM Grand Theater |                      | 嘉賓：水木年華                               |                    |
| 2012年5月5日       | 梁詠琪2012 Our Best Moment台北演唱會      | 台北國際會議中心                | 大大國際娛樂         | 首次台灣大型售票演唱會，嘉賓：許茹芸         |                    |
| 2013年8月3日       | 銀河100 鄭中基梁詠琪2013大馬演唱會        | 雲星劇場                        | 銀河集團             | 與鄭中基合辦                                 |                    |
| 2013年8月31日      | 903id club拉闊思念會 永恆的愛陳百強       | 亞洲國際博覽館                  | 叱吒903              | 與楊千嬅、張敬軒、蘇永康、林一峰、梁漢文合辦 |                    |
| 2014年             | 我最喜愛的Eric Kwok作品展音樂會           | 紅磡香港體育館                  | 香港環球唱片         |                                              |                    |
| 2016年1月16日      | 李偉菘/李偲菘《聽說愛情回來過》作品音樂會 | 北京首都體育館                  | 偉思星辰文化         | 與孫燕姿、蔡依林、彭佳慧合辦                 |                    |
| 2016年8月21日      | 雲妮鍾情「BeSIDE 20」梁詠琪音樂會         | 香港科學園 大廣場 Grand Plaza   | 叱吒903              |                                              |                    |
| 2016年8月28日      | 梁詠琪 BeSIDE You 音樂會                  | Legacy Taipei                   | 若谷股份             |                                              |                    |
| 2017年12月16日     | Love Concert超級DIVA演唱會—深圳站         | 深圳體育場                      | 多米音樂             | 與蔡健雅、田馥甄、梁靜茹、蕭亞軒合辦         |                    |
| 2020年8月29日      | 梁詠琪 打打氣音樂會                       | 零碳天地                        | 建造業議會           |                                              |                    |
| 2024年7月26-27日   | 梁詠琪 時間遇上我們-專屬的特別2024台北場  | 華山Legacy                      | 小金鹿娛樂／掌賞娛樂 |                                              |                    |

## 社會服務／慈善工作
| 年份   | 機構                                                                   |
| ------ | ---------------------------------------------------------------------- |
| 1999年 | 職業訓練局 “專業新人類”大使                                            |
| 2000年 | 職業訓練局 “專業大使”                                                  |
| 2000年 | 香港旅遊協會 “新時代女性”                                              |
| 2001年 | 香港紅十字會“十大愛心之星”                                             |
| 2001年 | 世界自然（香港）基金會大使                                             |
| 2001年 | 香港小童群益會第一屆青衣區小學聯校義工計劃                             |
| 2001年 | 護苗基金 “超級大使”                                                    |
| 2001年 | 職業訓練局 “專業大使”                                                  |
| 2001年 | 沙田滅罪之星                                                           |
| 2002年 | 世界自然（香港）基金會大使                                             |
| 2002年 | 聯合國兒童基金會“兒童健康大使”                                         |
| 2002年 | 聯合國兒童基金會“萬裡童心西藏行”                                       |
| 2002年 | 香港骨髓捐贈基金“愛心之星”                                             |
| 2002年 | 護苗基金 “超級大使”                                                    |
| 2002年 | 香港小童群益會第二屆青衣區小學聯校義工計劃“愛心大使”                   |
| 2002年 | 迪士尼 “開心生命大使”                                                  |
| 2002年 | 香港漫畫節大使                                                         |
| 2002年 | 職業訓練局 “專業大使”                                                  |
| 2002年 | 聯合國兒童基金會 “保護兒童大使”(中國)                                  |
| 2002年 | 聯合國“青少年關懷大使” (中國)                                          |
| 2003年 | 世界自然（香港）基金會大使                                             |
| 2003年 | 聯合國兒童基金會 “保護兒童大使” (香港+中國)                            |
| 2003年 | SAA保護遺棄動物協會大使                                                |
| 2003年 | 仁濟醫院年度慈善大使                                                   |
| 2003年 | 榮譽無煙大使                                                           |
| 2003年 | 「選民登記」大使                                                       |
| 2003年 | 抗炎歌曲灌錄短片拍攝及活動參與                                         |
| 2003年 | 香港小童群益會閱讀大使                                                 |
| 2003年 | 普通話大使                                                             |
| 2003年 | 「輝星號」維港遊開幕主禮嘉賓香港                                       |
| 2004年 | 世界自然（香港）基金會大使                                             |
| 2004年 | 聯合國兒童基金會 “保護兒童大使”, 寧夏愛心萬裡行,慈善素描班 (香港+中國) |
| 2004年 | 傑出青年協會執行委員會成員                                             |
| 2004年 | SAA保護遺棄動物協會大使                                                |
| 2004年 | 仁濟醫院年度慈善大使                                                   |
| 2004年 | 香港小童群益會閱讀大使                                                 |
| 2004年 | 食環署飲食衛生大使                                                     |
| 2004年 | 投票登記大使                                                           |
| 2004年 | 紫荊青年商會家庭健康大使                                               |
| 2004年 | 世界展望會義賣舊書大使                                                 |
| 2004年 | 十八區推廣宣傳大使                                                     |
| 2004年 | 理工大學植樹日大使                                                     |
| 2004年 | 第五屆明日領袖高峰論壇演講嘉賓                                         |
| 2005年 | 聯合國兒童基金會 “保護兒童大使”(香港+中國)                             |
| 2005年 | 世界自然（香港）基金會大使                                             |
| 2005年 | SAA保護遺棄動物協會大使                                                |
| 2005年 | 仁濟醫院年度慈善大使                                                   |
| 2005年 | 普通話推廣大使                                                         |
| 2005年 | 韓文推廣大使                                                           |
| 2006年 | 聯合國兒童基金會 “保護兒童大使”(香港+中國)                             |
| 2007年 | 聯合國兒童基金會 “保護兒童大使”(香港+中國)                             |
| 2007年 | 世界展望會大使                                                         |
| 2008年 | 聯合國兒童基金會 “保護兒童大使”(香港+中國)                             |
| 2008年 | 世界展望會大使                                                         |
| 2008年 | 饑饉三十 - 饑饉之星                                                    |
| 2010年 | 聯合國兒童基金香港委員會 大使                                          |
| 2010年 | 香港有機資源中心全城有機日有機大使                                     |
| 2010年 | SAA保護遺棄動物協會 大使                                               |
| 2010年 | 社會福利署 LET THEM SHINE 星光大使                                     |
| 2010年 | 為社會福利署LET THEM SHINE創作及主唱主題曲                             |
| 2010年 | 為社會福利署LLET THEM SHINE設計T恤                                     |
| 2010年 | 護苗基金大使                                                           |
| 2010年 | 為護苗基金主唱「初小性教育課程十周年」英文版主題曲                     |
| 2011年 | 聯合國兒童基金香港委員會 大使                                          |
| 2011年 | 為聯合國兒童基金香港委員會 演出「童」行25載慈善音樂會                  |
| 2011年 | 參與聯合國兒童基金香港委員會 非洲安哥拉親善探訪特輯拍攝工作            |
| 2011年 | SAA保護遺棄動物協會 大使                                               |
| 2012年 | 聯合國兒童基金香港委員會 大使                                          |
| 2012年 | 推廣聯合國兒童基金香港委員會 「零，可以成真」短片比賽                  |
| 2012年 | 呼籲公眾參加聯合國兒童基金香港委員會 慈善跑                            |
| 2012年 | SAA保護遺棄動物協會 大使                                               |
| 2013年 | 聯合國兒童基金香港委員會 大使                                          |
| 2013年 | 出席聯合國兒童基金香港委員會 中國兒童周小畫家大夢想繪畫比賽            |
| 2013年 | 捐出生日，支持聯合國兒童基金香港委員會 「生日禮物布施」計劃            |
| 2013年 | 為青年電台VOICES OF YOUTH錄製宣傳聲帶                                  |
| 2013年 | 拍攝「全球洗手日」宣傳片                                               |
| 2013年 | 聯合國兒童基金香港委員會 青海探訪                                      |
| 2013年 | 為香港愛護動物協會"保護動物"公益微電影主題曲作曲                       |
| 2013年 | 小黃花慈善教育基金小黃花愛心影院日                                     |
| 2013年 | SAA保護遺棄動物協會大使                                                |
| 2013年 | 台灣黑熊保育大使                                                       |
| 2014年 | 聯合國兒童基金香港委員會 大使                                          |
| 2014年 | 香港海洋公園保育基金 海洋保育大使                                      |
| 2014年 | 出席“第十九屆海洋公園保育日”                                           |
| 2014年 | 小黃花慈善教育基金 小黃花愛心影院日                                    |
| 2014年 | SAA保護遺棄動物協會大使                                                |
| 2014年 | 為SAA保護遺棄動物協會《12夜》廣東話版預告片配音                        |
| 2015年 | 聯合國兒童基金香港委員會 大使                                          |
| 2015年 | 為聯合國兒童基金香港委員會 設計925銀吊墜「傳‧承愛」                    |
| 2015年 | 小黃花慈善教育基金 小黃花愛心影院日                                    |
| 2015年 | 小黃花慈善教育基金 英語會話班                                          |
| 2015年 | 小黃花慈善教育基金 唱遊班                                              |
| 2015年 | SAA保護遺棄動物協會大使                                                |
| 2016年 | 聯合國兒童基金香港委員會 大使                                          |
| 2016年 | 聯合國兒童基金香港委員會 慈善跑                                        |
| 2016年 | 小黃花慈善教育基金 小黃花愛心影院日                                    |
| 2016年 | 小黃花慈善教育基金 英語會話班                                          |
| 2016年 | SAA保護遺棄動物協會大使                                                |
| 2016年 | 東華三院「愛心之星」                                                   |
| 2016年 | 參與東華三院「愛心滿東華慈善晚會」演出                                 |
| 2017年 | 聯合國兒童基金香港委員會 大使                                          |
| 2017年 | 赴紐約出席聯合國兒童基金 晚宴                                          |
| 2017年 | SAA保護遺棄動物協會大使                                                |
| 2017年 | 參與SAA保護遺棄動物協會新界區賣旗日宣傳片拍攝                          |
| 2017年 | 小黃花慈善教育基金 小黃花愛心影院日                                    |
| 2017年 | 小黃花慈善教育基金 講座                                                |
| 2017年 | 小黃花慈善教育基金 夏日義剪                                            |
| 2017年 | 海洋公園保育基金大使                                                   |
| 2017年 | 參與海洋公園保育基金「無飲筒日」活動                                   |

## 獎項

### 歌曲/個人
| 年份   | 頻道               | 獎項 |
| ------ | ------------------ | --- |
| 1996年 | 無綫電視           | - 勁歌金曲第三季季選 - 最受歡迎新人獎 - 勁歌金曲第四季季選 - 金曲獎《愛自己》 - 十大勁歌金曲頒獎典禮 - 最受歡迎新人獎 (金獎) |
| 1996年 | 香港電台           | - 十大中文金曲頒獎典禮 - 最有前途新人獎 (銀獎) |
| 1996年 | 商業電台           | - 叱吒樂壇流行榜頒獎典禮 - 叱吒樂壇生力軍女歌手(金獎) - 叱吒樂壇流行榜頒獎典禮 - 我最喜愛的華語電影 《百分百感覺》 |
| 1996年 | 新城電台           | - 新城金心情歌新貴女歌手鑽石獎 - 新城勁爆頒獎禮 - 勁爆民歌 《愛自己》 - 新城勁爆頒獎禮 - 勁爆新登場女歌手 |
| 1996年 | 有線電視           | - 有線YMC至尊榜頒獎典禮 - 至尊廣東歌《愛自己》 |
| 1996年 | IFPI               | - IFPI金唱片頒獎典禮 - 金唱片《愛自己》 |
| 1997年 | 無綫電視           | - 勁歌金曲第二季季選 - 金曲獎《一天一天》 - 十大勁歌金曲頒獎典禮 - 傑出表現獎 (銅獎) |
| 1997年 | 新城電台           | - 新城勁爆至尊新貴 - 新城勁爆頒獎禮 - 新城勁爆大躍進女歌手 - 新城勁爆頒獎禮 - 新城勁爆民歌 《新居》 |
| 1997年 | 有線電視           | - YMC至尊榜第四季季選-最愛國語歌《短髮》 - 有線YMC至尊榜頒獎典禮 - 至尊最愛廣東歌《一天一天》 - 有線YMC至尊榜頒獎典禮 - 至尊最愛國語歌《短髮》 |
| 1997年 | IFPI               | - IFPI金唱片頒獎典禮 - 白金唱片《新居》 - IFPI金唱片頒獎典禮 - 金唱片《短髮》 - IFPI金唱片頒獎典禮 - 金唱片《洗臉》 |
| 1997年 | 中華音樂交流協會   | - 1997年度十大單曲《短髮》 |
| 1998年 | 無綫電視           | - 十大勁歌金曲頒獎典禮 - 最受歡迎合唱歌曲 (銀獎)：《一往情深》 (鄭伊健合唱) |
| 1998年 | 香港電台           | - 十大中文金曲頒獎典禮 - 飛躍大獎女歌手 (銅獎) |
| 1998年 | 有線電視           | - YMC至尊榜第一季季選-最愛國語歌《有時候》 |
| 1998年 | 廣州人民廣播電台   | - 新音樂最受歡迎女歌手大獎 |
| 1998年 | 台灣金曲獎         | - 網路票選超人氣天后第二名 |
| 1998年 | MCCA               | - MCCA第二屆唱片套設計大賞-「最佳女歌手形象」優異作品：《I'll be loving you》 |
| 1999年 | 無綫電視           | - 勁歌金曲第二季季選 - 金曲獎《我鍾意》 - 勁歌金曲第三季季選 - 金曲獎《Today》 - 十大勁歌金曲頒獎典禮 - 傑出表現獎（銅獎） - 十大勁歌金曲頒獎典禮 - 最受歡迎國語歌曲 (銅獎)：《許願》 (古巨基合唱) |
| 1999年 | 香港電台           | - 十大中文金曲頒獎典禮 優秀國語歌曲 (銅獎) - 《許願》 (古巨基合唱) |
| 1999年 | 新城電台           | - 新城勁爆頒獎禮 - 新城勁爆歌曲《Today》 - 新城勁爆頒獎禮 - 新城勁爆女歌手 |
| 1999年 | IFPI               | - IFPI金唱片頒獎典禮 - 白金唱片《Today》 - IFPI金唱片頒獎典禮 - 金唱片《新鮮》 - IFPI金唱片頒獎典禮 - 全年十大暢銷歌手 |
| 1999年 | 大聯盟卡拉OK       | - 最高點播率歌曲獎 - 《我鍾意》 - 最高點播率歌曲獎 - 《遠在天邊》 - 最高點播率歌曲獎 - 《迫不得已》 - 最高點播率歌曲獎 - 《Today》 |
| 1999年 | 新加坡金曲獎       | - 933醉心龍虎榜年度10大最受歡迎金曲獎《膽小鬼》 |
| 1999年 | 美加華語廣播電台   | - 十大金曲金榜題名最佳女歌手 (銅獎) |
| 2000年 | 無綫電視           | - 勁歌金曲第一季季選 - 金曲獎《好時辰》 - 勁歌金曲第三季季選 - 金曲獎《Kiss Me》 - 勁歌金曲第四季季選 - 金曲獎《煙霧瀰漫》 - 十大勁歌金曲頒獎典禮 - 傑出表現獎（銅獎） - TVB8金曲榜頒獎典禮 - 金曲獎《新鮮》 |
| 2000年 | 香港電台           | - 十大中文金曲頒獎典禮 - 飛躍大獎女歌手 (銅獎) |
| 2000年 | 商業電台           | - 精選104台灣最受歡迎香港歌手 |
| 2000年 | 新城電台           | - 新城勁爆頒獎禮 - 新城勁爆歌曲《Kiss Me》 |
| 2000年 | 有線電視           | - 有線YMC至尊榜頒獎典禮 - 至尊最愛廣東歌《Today》 |
| 2000年 | Yes!               | - 音樂流行榜第一季結選冠軍《愛的代價》 - 音樂流行榜第二季結選冠軍《今夜沒有風》 - 票選偶像情人冠軍 - 最強封面 |
| 2000年 | 大聯盟卡拉OK       | - 最高點播率歌曲獎 - 《好時辰》 - 最高點播率歌曲獎 - 《限期》 |
| 2001年 | 無綫電視           | - 勁歌金曲第二季季選 - 金曲獎《出走地平線》 - 勁歌金曲第三季季選 - 金曲獎《他喜歡的是你》 - 勁歌金曲第四季季選 - 金曲獎《嫌棄》 - 十大勁歌金曲頒獎典禮 - 最受歡迎廣告歌曲 (金獎)《出走地平線》 - 十大勁歌金曲頒獎典禮 - 傑出表現獎（金獎） - TVB8金曲榜頒獎典禮 - 金曲獎《花火》 |
| 2001年 | 香港電台           | - 十大中文金曲頒獎典禮 - 十大優秀流行歌手獎 - 十大中文金曲頒獎典禮 - 飛躍大獎女歌手 (銀獎) - 十大中文金曲頒獎典禮 - 最佳原創歌曲《嫌棄》 |
| 2001年 | 新城電台           | - 新城勁爆頒獎禮 - 新城勁爆歌曲《他喜歡的是你》 |
| 2001年 | 全球華語歌曲排行榜 | - 全球華語歌曲排行榜頒獎禮-金曲獎《Amour》 |
| 2001年 | 全球華語傳媒大獎   | - 最佳封套提名《花火》 |
| 2001年 | CCTV               | - 2001 CCTV-MTV 音樂盛典-香港年度最佳單曲：《花火》 |
| 2001年 | 雪碧               | - 雪碧我的選擇中國原創音樂總選-金曲獎《煙霧瀰漫》 - 雪碧我的選擇中國原創音樂總選-香港優秀女歌手 |
| 2001年 | Yes!               | - 音樂流行榜第三季結選冠軍《煙霧瀰漫》 |
| 2001年 | Bazzar Magazine    | - 十大最具形格風采人士獎 |
| 2001年 | 快週刊             | - 2001年快上位之星 |
| 2002年 | 無綫電視           | - 勁歌金曲第一季季選 - 金曲獎《G For Girl》 - 勁歌金曲第二季季選 - 金曲獎《家有小熊》 - 勁歌金曲第二季季選 - 最受歡迎廣告歌曲《家有小熊》 - 勁歌金曲第三季季選 - 金曲獎《我們的永遠》 - 勁歌金曲第四季季選 - 金曲獎《高妹正傳》 - 十大勁歌金曲頒獎典禮 - 十大勁歌金曲《高妹正傳》 - 十大勁歌金曲頒獎典禮 - 最受歡迎唱作歌星金獎 - TVB8金曲榜頒獎典禮 - 金曲獎《透明》                                                     |
| 2002年 | 香港電台           | - 十大中文金曲頒獎典禮 - 十大優秀流行歌手獎 - 十大中文金曲頒獎典禮 - 十大中文金曲《高妹正傳》 |
| 2002年 | 商業電台           | - 叱吒樂壇流行榜頒獎典禮 - 叱吒十大第十位《高妹正傳》 - 叱吒樂壇流行榜頒獎典禮 - 叱吒樂壇唱作人大獎(銅獎) |
| 2002年 | 新城電台           | - 新城勁爆頒獎禮 - 新城勁爆歌曲《我們的永遠》 - 新城勁爆頒獎禮 - 新城勁爆創作歌手(女歌手) - 新城勁爆頒獎禮 - 新城勁爆女歌手 - 新城國語力頒獎禮2002 - 新城國語力金曲獎《透明》 - 新城國語力頒獎禮2002 - 新城國語力歌后 |
| 2002年 | 全球華語歌曲排行榜 | - 全球華語歌曲排行榜頒獎禮2002-金曲獎《透明》 |
| 2002年 | 全球華語傳媒大獎   | - 第四屆全球華語傳媒大獎-十大華語歌曲提名《高妹正傳》 |
| 2002年 | 作曲及作詞家協會   | - CASH全球華語歌曲最佳新進作曲人獎(於香港電台「十大中文金曲」頒獎禮上頒發) |
| 2002年 | 壹傳媒             | - 港台十大紅星頒獎禮2002 - 港台十大紅星 - 港台最佳女演員提名《絕世好Bra》 |
| 2002年 | 快週刊             | - 2002年快上位之星 |
| 2002年 | Levi's             | - 最酷牛仔褲偶像大獎 |
| 2003年 | 無綫電視           | - 勁歌金曲第一季季選 - 金曲獎《傷心尋回犬》 - 勁歌金曲第二季季選 - 金曲獎《無所不在》 - 勁歌金曲第四季季選 - 金曲獎《兩個人的幸運》 - 十大勁歌金曲頒獎典禮 - 十大勁歌金曲《兩個人的幸運》 - TVB8金曲榜頒獎典禮 - 金曲獎《魔幻季節》 - TVB8金曲榜頒獎典禮 - 內地觀眾最愛女歌手 - 兒歌金曲頒獎典禮 - 十大兒歌金曲《愛美麗天使》(《小天使糖糖》主題曲) - 兒歌金曲頒獎典禮 - 兒歌金曲金獎《愛美麗天使》(《小天使糖糖》主題曲) |
| 2003年 | 香港電台           | - 十大中文金曲頒獎典禮 - 十大優秀流行歌手獎 - 十大中文金曲頒獎典禮 - 飛躍大獎女歌手(金獎) - 十大中文金曲頒獎典禮 - 全國最受歡迎中文歌曲獎(銀獎):兩個人的幸運 - 十大中文金曲頒獎典禮 - 全國最受歡迎歌手獎女歌手(銀獎) |
| 2003年 | 商業電台           | - 叱吒樂壇流行榜頒獎典禮 - 叱吒樂壇女歌手(銅獎) - 叱吒樂壇流行榜頒獎典禮 - 叱吒樂壇我最喜愛女歌手5強 - 叱吒樂壇流行榜頒獎典禮 - 叱吒樂壇我最喜愛的歌曲大獎5強:兩個人的幸運 |
| 2003年 | 新城電台           | - 新城勁爆頒獎禮 - 新城勁爆歌曲《兩個人的幸運》 - 新城勁爆頒獎禮 - 新城勁爆創作歌手(女歌手) - 新城勁爆頒獎禮 - 新城勁爆女歌手 - 新城國語力頒獎禮2003 - 新城國語力金曲獎《魔幻季節》 - 新城國語力頒獎禮2003 - 新城國語力歌后 |
| 2003年 | 全球華語歌曲排行榜 | - 全球華語歌曲排行榜頒獎禮2003-金曲獎《魔幻季節》 - 全球華語歌曲排行榜頒獎禮2003-最受歡迎女歌手五強 |
| 2003年 | 全球華語傳媒大獎   | - 第四屆全球華語傳媒大獎-十大華語歌曲提名《向左走向右走》 |
| 2003年 | 台灣金馬獎         | - 第四十屆台灣金馬獎-最佳原創電影歌曲：《迴旋木馬的終端》(電影《向左走．向右走》) |
| 2003年 | 香港電影金像獎     | - 最佳原創電影歌曲提名：《兩個人的幸運》 (電影《向左走．向右走》) |
| 2003年 | 香港青年商會       | - 十大傑出青年 |
| 2003年 | HKFDA              | - 第十六屆十大傑出衣著人士 |
| 2003年 | Yahoo!             | - Yahoo! 搜尋人氣歌手大獎 |
| 2003年 | SMG-Channel Young  | - 2003 Channel Young萊卡風尚頒獎大典-風尚女歌手獎 |
| 2003年 | 君子雜誌           | - 全城最動人女明星 |
| 2004年 | 無綫電視           | - 勁歌金曲第一季季選 - 金曲獎《四月生日》 - 勁歌金曲第二季季選 - 金曲獎《娛樂大家》 - 十大勁歌金曲頒獎典禮 - 十大勁歌金曲金曲《娛樂大家》 - 十大勁歌金曲頒獎典禮 - 最受歡迎唱作歌星 (金獎) - TVB8金曲榜頒獎典禮 - 金曲獎《歸屬感》 |
| 2004年 | 香港電台           | - 十大中文金曲頒獎典禮 - 十大優秀流行歌手獎 - 十大中文金曲頒獎典禮 - 全年最高銷量歌手大獎女歌手 |
| 2004年 | 商業電台           | - 叱吒樂壇流行榜頒獎典禮 - 叱吒樂壇我最喜愛女歌手5強 |
| 2004年 | 新城電台           | - 新城勁爆頒獎禮 - 新城勁爆歌曲《娛樂大家》 - 新城勁爆頒獎禮 - 新城勁爆創作歌手(女歌手) - 新城勁爆頒獎禮 - 新城勁爆女歌手 - 新城國語力頒獎禮2004 - 新城國語力金曲獎《歸屬感》 - 新城國語力頒獎禮2004 - 新城國語力歌后 |
| 2004年 | 四台聯頒大獎       | - 2004年度四台聯頒大獎-歌曲獎《吻別的位置》 (作曲人) |
| 2004年 | 全球華語傳媒大獎   | - 第五屆全球華語傳媒大獎-最佳粵語女歌手提名《娛樂大家》 |
| 2004年 | 全球華語歌曲排行榜 | - 全球華語歌曲排行榜頒獎禮2004-金曲獎《歸屬感》 - 全球華語歌曲排行榜頒獎禮2004-最受歡迎女歌手五強 |
| 2004年 | 廣州電台           | - 廣州電台金曲金榜頒獎禮2004-金曲獎《狠心愛我》 - 廣州電台金曲金榜頒獎禮2004-最佳國語碟《歸屬感》 - 廣州電台金曲金榜頒獎禮2004-最佳音樂特輯《歸屬感音樂電影》 - 廣州電台金曲金榜頒獎禮2004-最受歡迎女歌手 |
| 2004年 | IFPI               | - IFPI金唱片頒獎典禮 - 十大銷量中文唱片 《我鍾意(新曲+精選36首)》 - IFPI金唱片頒獎典禮 - 全年銷量大獎 |
| 2004年 | PM Magazine        | - 第3屆PM人氣奪標頒獎禮-PM全面女歌手 |
| 2005年 | 新城電台           | - 新城情歌偶像音樂會 - 我最想約會的女歌手 - 新城情歌偶像音樂會 - 樂壇最Match情侶檔 (梁詠琪+王力宏) - 新城國語力頒獎禮2005 - 新城國語力金曲獎《遊牧民族》 - 新城國語力頒獎禮2005 - 新城國語力金曲獎《偏見》 - 新城國語力頒獎禮2005 - 新城國語力香港女歌手 |
| 2005年 | 全球華語歌曲排行榜 | - 全球華語歌曲排行榜頒獎禮2005-金曲獎《偏見》 - 最受歡迎女歌手五強 |
| 2005年 | 東南衛視           | - 第三屆東南勁爆音樂榜頒獎禮-香港地區金曲獎《偏見》 - 第三屆東南勁爆音樂榜頒獎禮-港台地區最佳女歌手 |
| 2005年 | 勁歌王頒獎典禮     | - 廣州第二屆勁歌王頒獎典禮-粵語金曲獎《北極光》 - 廣州第二屆勁歌王頒獎典禮-香港區最受歡迎女歌手獎 - 廣州第二屆勁歌王頒獎典禮-唱作人王獎 |
| 2005年 | UA                 | - UA二十週年電影票房頒獎典禮-1985-2005十大最高票房女星第七位(約三億元) |
| 2006年 | 全球華語傳媒大獎   | - 第七屆全球華語傳媒大獎-最佳粵語女歌手提名《成長的短髮》 |
| 2006年 | SMG-Channel Young  | - 2006中國風尚大典-風尚人物大獎 |
| 2006年 | 東南衛視           | - 第四屆東南勁爆音樂榜頒獎禮-金曲獎《順時針》 - 第四屆東南勁爆音樂榜頒獎禮-傑出歌手獎 - 第四屆東南勁爆音樂榜頒獎禮-最受歡迎歌手獎 |
| 2007年 | 新加坡金曲獎       | - 地區最受歡迎歌手(香港) |
| 2007年 | 新浪               | - 新浪2007網絡盛典-年度風尚藝人 (港台) |
| 2007年 | 明報週刊           | - 明週演藝動力大獎2007 - 愛心動力大獎 |
| 2009年 | 中國移動           | - 中國移動無線咪咕匯十大首發金曲 - 《禮物》(下載：104466次) |
| 2009年 | 湖南衛視           | - 湖南衛視‧百度娛樂沸點頒獎典禮最熱門十大金曲 第九位 - 《愛得起》 (百度MP3檢索量/試聽量：61,962,290次) |
| 2010年 | 真維斯娛樂大典     | - 年度女歌手(港台)大獎 |
| 2010年 | 全球華語榜中榜     | - 第十四屆全球華語榜中榜暨亞洲影響力大典-最受歡迎女歌手(香港)(候選專輯:《禮物》) |
| 2011年 | 新浪               | - Sina music樂壇民意指數頒獎禮-新浪微博發聲女歌手 |
| 2011年 | 華語金曲獎         | - 年度最佳粵語女歌手提名 (候選專輯:《怕寂寞的貓》) |
| 2012年 | HKFDA              | - 十大傑出衣著人士 |

### 影視
| 年份   | 頒獎典禮                                 | 獎項                 | 電影               | 角色           | 結果   |
| ------ | ---------------------------------------- | -------------------- | ------------------ | -------------- | ------ |
| 1996年 | 第15届香港電影金像獎                     | 最佳新演员           | 《烈火戰車》       | 阿儀           | 提名   |
| 1999年 | 第36屆金馬獎                             | 最佳女主角           | 《心動》           | 小柔           | 提名   |
| 2000年 | 第19届香港電影金像獎                     | 最佳女主角           | 《心動》           | 小柔           | 提名   |
| 2000年 | 第5屆香港电影金紫荆奖                    | 最佳女主角           | 《心動》           | 小柔           | 提名   |
| 2000年 | 第6屆香港電影評論學會大奬                | 最佳女演員           | 《心動》           | 小柔           | 提名   |
| 2001年 | 第20届香港電影金像獎                     | 最佳女配角           | 《愛與誠》         | 雪             | 提名   |
| 2002年 | 第2届華語電影傳媒大獎                    | 最受歡迎女演員       | 《我的兄弟姐妹》   | 齊思甜         | 獲獎   |
| 2002年 | 第2届華語電影傳媒大獎                    | 港台最佳女演員       | 《絕世好Bra》      | Lena           | 提名   |
| 2002年 | 第8屆香港電影評論學會大奬                | 最佳女演員           | 《絕世好Bra》      | Lena           | 提名   |
| 2003年 | 第9屆香港電影評論學會大獎                | 最佳女演員           | 《嚦咕嚦咕新年財》 | 詠琪           | 提名   |
| 2003年 | 第3届華語電影傳媒大獎                    | 港台最佳女演員       | 《嚦咕嚦咕新年財》 | 詠琪           | 提名   |
| 2007年 | 第12屆香港电影金紫荆奖                   | 最佳女主角           | 《女人本色》       | 成在信         | 提名   |
| 2008年 | 第29屆大众电影百花奖                     | 最佳女主角           | 《寶葫蘆的秘密》   | 劉老師         | 提名   |
| 2010年 | 第14屆全球華語音樂榜中榜暨亞洲影響力大典 | 最佳電影女演員(香港) | 《愛得起》         | 陳麗娜         | 提名   |
| 2011年 | 第14屆上海国际电影节金爵奖               | 最佳女演員           | 《肩上蝶》         | 楊霖           | 提名   |
| 2012年 | 第四届澳门国际电影节金蓮花獎             | 最佳女配角           | 《四季人生》       |                | 獲獎   |
| 2015年 | 第7届澳门国际电影节金蓮花獎              | 最佳女配角           | 《王家欣》         | 王安欣         | 提名   |
| 2015年 | 第15屆華語電影傳媒大獎                   | 最佳女配角           | 《香港仔》         | 郭欣欣         | 提名   |
| 2016年 | 第1屆澳門澳門國際影展暨頒獎典禮          | 最佳女主角           | 《骨妹》           | 李詩詩（成年） | 提名   |
| 2022年 | 第4屆釜山電影節亞洲內容大獎              | 最佳女主角           | 《反起跑線聯盟》   | 張諾雅         | 提名   |
| 2022年 | 第7屆觀眾在民間電視大獎                  | 民選最佳女主角       | 《反起跑線聯盟》   | 張諾雅         | 第五位 |

## 軼事
收錄於梁詠琪1996年專輯《愛自己》之作品《某年仲夏》由前Beyond成員劉志遠作曲。

## 相關研究文獻
- 馮應謙《梁詠琪的美麗童話》（收錄於《香港流行音樂文化：文化研究讀本》，麥穗出版，2004，ISBN：988-97490-2-5）[27]

## 腳注
1. ↑  2000年起，香港及中國大陸之唱片發行交由華納唱片代理，台灣之唱片發行則交由豐華唱片代理。
2. 1 2 3 4  關於梁詠琪出生地點、校園生活、家庭背景的資料出自香港電台第一台廣播節目《守下留情》於2019年12月23日播出的訪問。
3. 1 2 3 4  關於梁詠琪當模特兒經過、校園生活和入行經過的資料出自香港電台第一台廣播節目《守下留情》於2019年12月24日播出的訪問。
4. ↑  香港理工學院於1994年11月升格為香港理工大學
5. ↑  關於梁詠琪蓄短髮的資料出自香港電台第一台廣播節目《守下留情》於2019年12月25日播出的訪問。

## 外部連結
- 梁詠琪的Facebook專頁
- 梁詠琪的Instagram帳戶
- 梁詠琪的X（前Twitter）
- 梁詠琪的新浪微博
- 梁詠琪的小紅書帳戶
- YouTube上的梁詠琪頻道
- 梁詠琪在互联网电影资料库（IMDb）上的資料（英文）
- 梁詠琪在香港影庫上的簡介
- 梁詠琪在时光网上的簡介（简体中文）
- 梁詠琪在豆瓣上的资料（简体中文）